# Danska fälttåget i Skåne och Blekinge 1709–1710
Det danska fälttåget i Skåne och Blekinge 1709–1710 var ett danskt fälttåg mot Sverige under stora nordiska kriget. Fälttåget ägde rum mellan 2 november 1709 och 5 mars 1710 enligt den svenska kalendern; 1 november 1709 till 4 mars 1710 enligt den julianska kalendern; och 12 november 1709 till 15 mars 1710 enligt den gregorianska kalendern. Det slutliga målet var att återta Skånelandskapen (Skåne, Halland och Blekinge), som förlorats vid freden i Roskilde 1658.
Den danske kungen Fredrik IV hade länge planerat ett anfall mot Sverige, trots att freden i Traventhal år 1700 hade tvingat Danmark ur stora nordiska kriget. Problemet var att för att kunna försörja en stor stående armé under fredstid hade man tvingats hyra ut en stor del av denna till konflikter i Europa, främst spanska tronföljdskriget. De svenska styrkorna hade däremot länge varit upptagna i Ryssland och det förkrossande svenska nederlaget i Poltava den 28 juni 1709 gjorde dessutom läget allt mer fördelaktigt för en invasion. Efter förhandlingar om att föra tillbaka de uthyrda trupperna från kontinenten, samt förhandlingar med de allierade Ryssland och Sachsen-Polen för att säkra deras stöd, kunde planerna till slut sättas i verket och den danska krigsförklaringen nådde det svenska riksrådet den 18 oktober 1709.
Den 2 november samma år landsteg den 16 000 man starka danska invasionsarmén under befäl av general Christian Ditlev Reventlow vid Råå söder om Helsingborg. Då de svenska styrkorna i Skåne, ledda av guvernör Magnus Stenbock, vid tillfället inte var starka nog att motstå den danska armén tvingades de slå till reträtt och danskarna kunde snabbt överta stora delar av landskapet. Helsingborg och Lund erövrades utan motstånd och de viktiga fästningsstäderna Landskrona och Malmö belägrades. Svenskarna trycktes tillbaka till Blekinge, men samtidigt pågick det från den svenska defensionskommissionens sida en intensiv verksamhet för att rekrytera och träna nya trupper för att ersätta de som hade utplånats vid Poltava. I januari 1710 kunde Stenbock tåga in i Skåne med sin armé och Reventlow ansåg sig tvungen att dra sig tillbaka med den efter hand allt mer försvagade danska invasionsarmén.
Under det danska återtåget insjuknade Reventlow och ersattes av generallöjtnant Jørgen Rantzau som drog tillbaka trupperna till Helsingborg. De två arméerna möttes slutligen vid Ringstorp utanför Helsingborg den 28 februari 1710, vilket slutade med en avgörande svensk seger. De danska trupperna flydde tillbaka innanför Helsingborgs befästningar och kunde därifrån evakueras till Danmark. De sista trupperna lämnade Skåne den 5 mars 1710. Fälttåget blev Danmarks sista större försök att återta Skånelandskapen.

## Danmarks återinträde i stora nordiska kriget
Danmark hade tvingats ur det stora nordiska kriget vid freden i Traventhal år 1700 men den danske kungen Fredrik IV hade länge planerat att åter ge sig in i kriget med målet att återerövra de förlorade landskapen Skåne, Halland och Blekinge. Dock hade Danmark sedan 1701 varit inblandat i spanska tronföljdskriget genom att man hade lånat ut totalt omkring 18 000 man till de allierade mot Frankrike och Ludvig XIV. Ungefär 12 000 man var utlånade till Storbritannien och Nederländerna och stred i Nederländerna och Frankrike, medan närmare 6 000 man var utlånade till den tysk-romerske kejsaren Josef I och stred i Ungern. Den danska statskassan var inte heller redo för ett krig. Flottan saknade sjömän, krut och proviant, rytteriet saknade hästar, infanteriet saknade skor och kläder och artilleriet saknade hästar och krut. Finansminister Johan Georg Holstein och överkrigssekreterare Christian von Lente argumenterade emot en invasion med ekonomin och arméns bristande beredskap som argument. De menade att innan man kunde förklara krig skulle man förvissa sig om tillräcklig hjälp från sina allierade i Ryssland och Sachsen-Polen. Större delen av kungens rådgivare var däremot för en invasion, däribland general Christian Ditlev Reventlow och generalmajor Valentin von Eickstedt, som ansåg att Sverige borde vara helt uttömt på stridsdugligt folk och att en erövring av Skånelandskapen skulle bli en enkel sak. I slutändan valde kungen att lyssna på de rådgivare som förordade krig.

### Danska krigsförberedelser

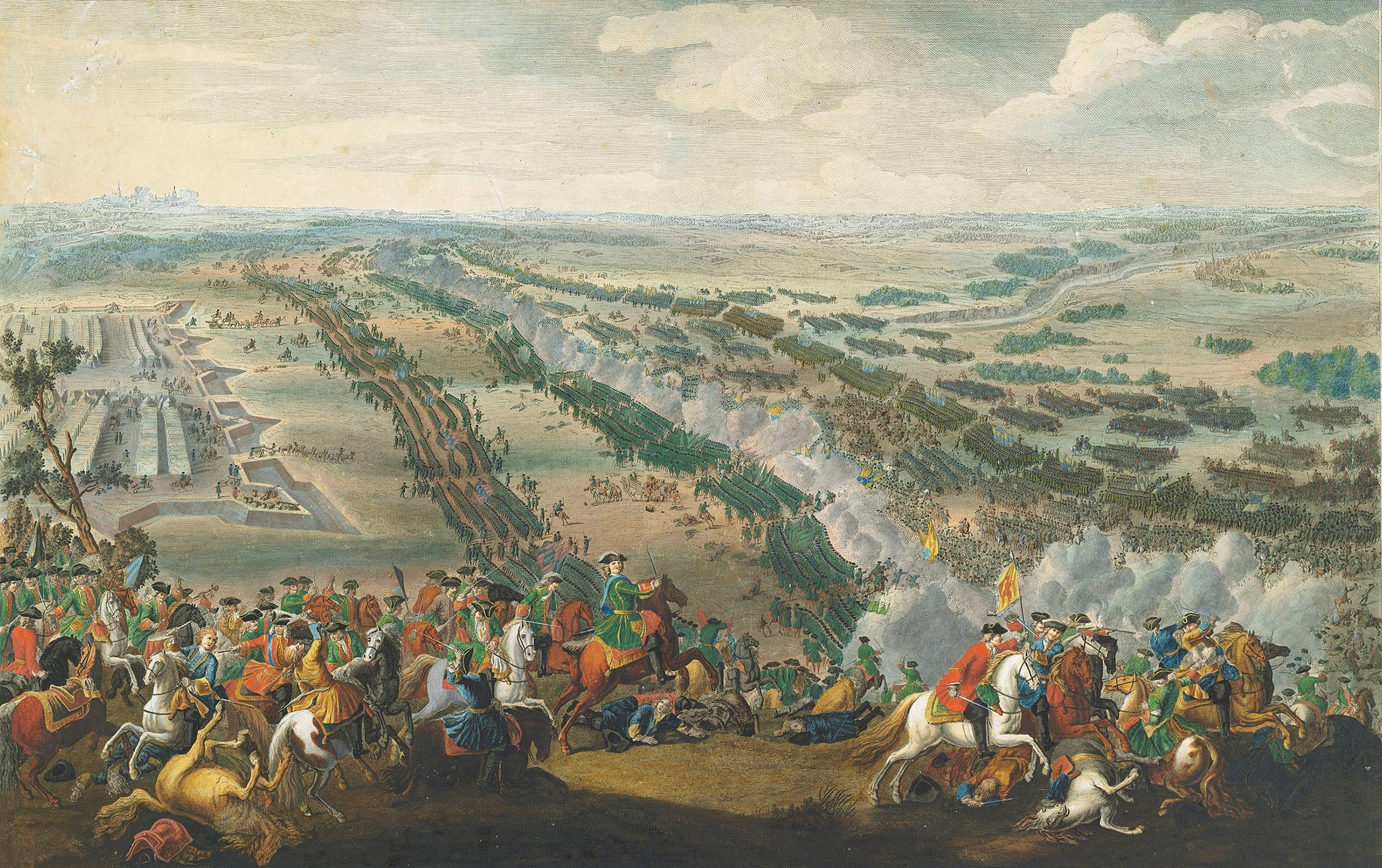
Slaget vid Poltavas slutskede. Målning av Pierre-Denis Martin, på uppdrag av Peter den store.

Även om krigsförberedelserna redan hade varit påtänkta i början av 1709, hade ännu ingen konkret upprustning företagits till sommaren det året. Fredrik IV hade julen 1708 åkt på en resa till Italien och var inte åter i Danmark förrän i juli 1709. Under hans bortavaro hade alla förberedelser stått stilla eftersom alla sådana beslut behövde godkännas av kungen under det danska enväldet. Ryssland hade året innan gett Danmark ett erbjudande om ett ekonomiskt stöd på en miljon daler, 10 000 man fotfolk avlönade av ryska kronan, samt beck, tjära och hampa till flottan, i utbyte mot att de åter skulle gå med i kriget mot Sverige. Men den danska regeringen avstod då man ville invänta utgången av Karl XII:s infall i Ryssland. Medan Fredrik IV vistades i Italien förnyade tsar Peter den stores sändebud i Venedig erbjudandet och meddelades att danske kungen skulle underteckna förbundet när han på sin hemresa besökte Dresden. Den 18 juni i Dresden ingick Fredrik IV i ett försvars- och angreppsförbund med August den starke av Sachsen där han förband sig att invadera Sverige så fort Danmark nått ett fördelaktigt avtal med Ryssland. Anledningen till det sista förbehållet var att det ryska sändebudet saknade fullmakt från tsaren för sitt tidigare erbjudande, vilket gjorde den sachsiske kurfursten något mer försiktig. Ett avtal ingicks den 5 juli även med Preussen, där de ålade sig att neka svenska trupper genomfart genom landet, men gick med på att förklara Sverige krig enbart om övertalningen av tsaren att dela upp Polen mellan Preussen, Sachsen och Ryssland lyckades.

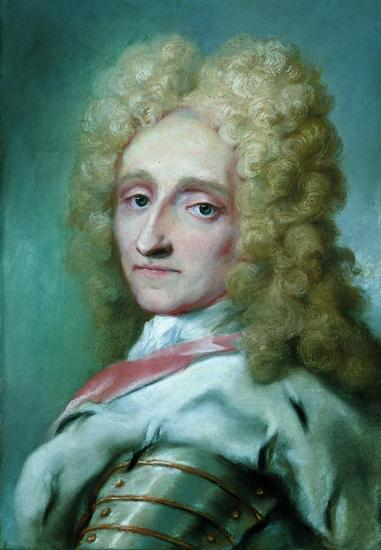
Den danske kungen Fredrik IV. Porträtt från 1709 av Rosalba Carriera. Frederiksborgmuseet.

Vid sin återkomst till Danmark den 16 juli tryckte kungen på för ett fördrag med Ryssland, men på grund av det förkrossande svenska nederlaget i Poltava den 28 juni 1709 drog Peter den store tvärt tillbaka erbjudandet om ekonomiskt och militärt understöd till en dansk invasion. Han ansåg sig efter denna seger inte längre vara i behov av Danmarks stöd i kriget. Återigen anmodade storkansler Holstein och överkrigssekreterare von Lente kungen om att vänta med sin krigsförklaring, då man med alla utlånade trupper inte ansåg sig redo för krig utan stöd utifrån. Förhandlingar hade redan påbörjats under 1708 om att föra tillbaka trupperna i Ungern till Danmark med målsättningen att använda dem i invasionen av Skånelandskapen. Den tysk-romerske kejsaren hade inte längre råd att betala dem. 
Sommaren 1709 påbörjade trupperna sin marsch hemåt och efter den långa tiden i Centraleuropa bestod förbandet mestadels av tyskar och ungrare. Dessa trupper förväntades däremot inte nå dansk mark förrän sent in på hösten. Den 8 augusti förklarade August av Sachsen krig mot Sverige och ryckte den 14 augusti in i Polen där han snart därefter hade fördrivit den svenska lydkungen. Nya förhandlingar inleddes senare mellan de allierade, och Ryssland och Danmark nådde slutligen ett avtal den 12 oktober i Köpenhamn. Båda länderna förband sig till att inte sluta någon enskild fred med Sverige, att garantera varandras av Sverige erövrade besittningar, och bekräftade August av Sachsens anspråk på Polens tron. Ryssland lovade även att sända 6 000 hjälptrupper till invasionen av Skånelandskapen och för att invadera Finland.
I slutet av juli 1709 hade den danska regeringen börjat värva sjömän utomlands och tusentals tyskar och nederländare lockades till att ta värvning. Trupperna som marscherade från Ungern var utslitna och decimerade och förbanden erhöll därför rikliga rekryteringspengar för att återfå sin styrka. Soldater värvades även från Tyskland och Nederländerna och hästar köptes in för att komplettera rytteriet. En invasionsflotta började ansamlas och alla länsherrar ålades att sända alla båtar och pråmar som kunde användas till att skeppa trupper. I Köpenhamn låg till hösten 128 olika typer av trupptransportfartyg i väntan på klartecken. Den danska flottan saknade inte krigsdugliga skepp att skydda dem med, utan hade 40 linjeskepp, 10 fregatter och runt 50 mindre skepp. Den 19 augusti skickade Fredrik IV order till överbefälhavaren för de norska trupperna, generallöjtnant Hans Ernst von Tritzschler, att förbereda sig för att dra in i Sverige från Norge. I slutet av oktober hade 6 000 man samlats vid Svinesund och 1 400 man vid Kongsvinger, även om trupperna ännu inte var i stridbart skick.

### Svenska krigsförberedelser
De danska avsikterna gick inte den svenska ambassadören i Köpenhamn, Anders Leijoncloo, förbi. Han varnade vid flera tillfällen i början av 1709 det svenska riksrådet om de danska krigsförberedelserna. De svenska spioner som verkade i Köpenhamn kunde också bekräfta uppgifterna. Även Helsingborgs borgmästare Gabriel Löfgren, hade tillsammans med kommendanten på Helsingborg slott, regementskvartermästaren Peter Bäfverfeldt, på eget bevåg spionerat på danskarnas verksamhet. De skickade en inspektor Magnus Aulin till Helsingör varifrån denne kunde rapportera om hur danskarna börjat utrusta sina krigsskepp och hur man i Köpenhamn värvade soldater. Det avtal som Preussen tecknat med Danmark hade dessutom hamnat i svenska händer genom att den svenske generalen Mauritz Vellingk erhållit en avskrift från greve Ditlev Reventlow, kusin till danske generalen Reventlow. Redan på våren hade guvernören i Skåne, general Magnus Stenbock, påbörjat upprustningar av befästningarna i Landskrona och Malmö. Helsingborgs och Kristianstads befästningar, som till största delen nedrivits till följd Skånska kriget var däremot i så illa skick att inte mycket kunde göras åt dem.

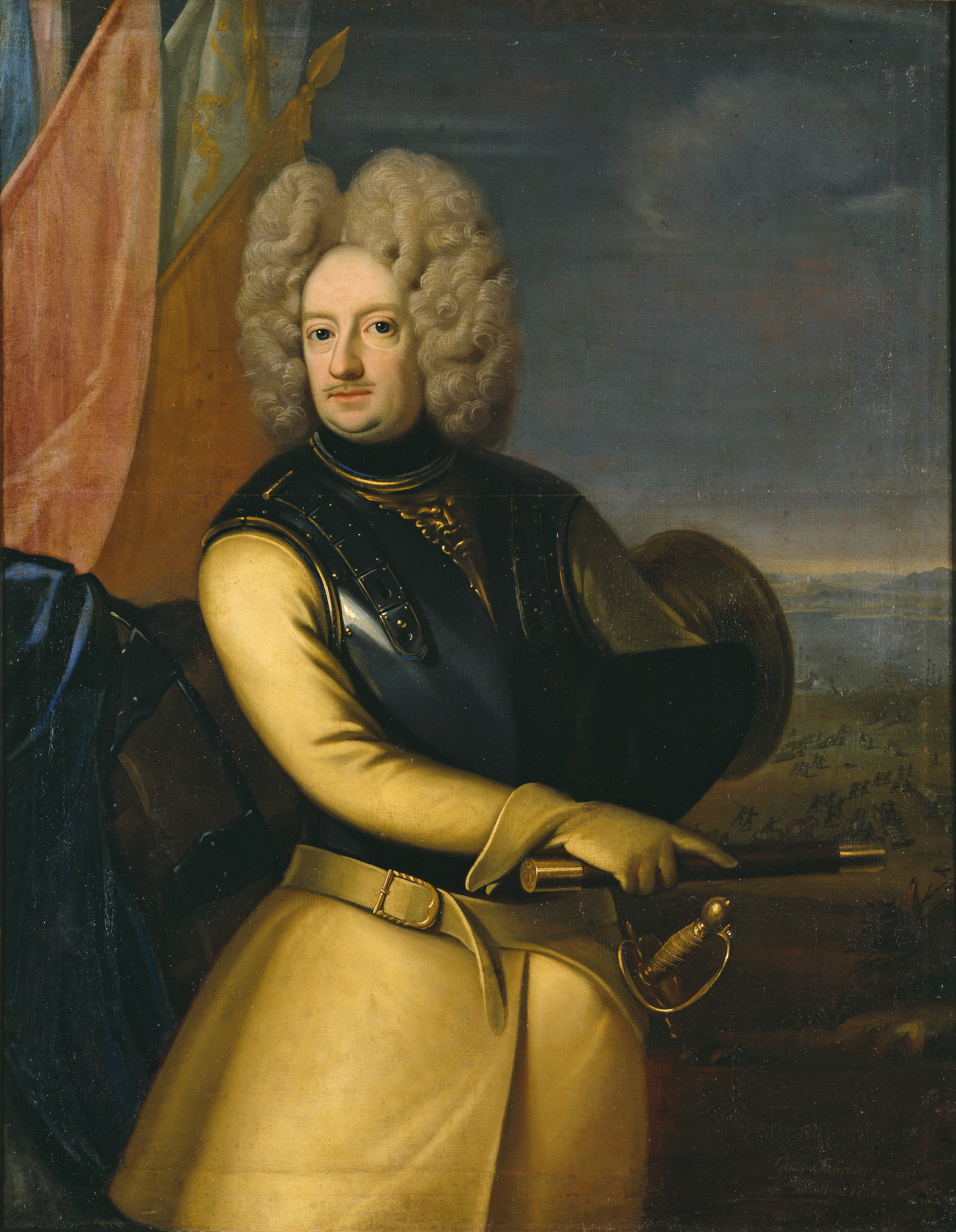
Magnus Stenbock var guvernör över Skåne vid tiden för den danska invasionen. Porträtt av Georg Engelhard Schröder. Nationalmuseum.

Efter nederlaget i slaget vid Poltava var hotet om krig uppenbart från flera håll: Ryssland, Danmark, Sachsen och Preussen smidde alla krigsplaner. Den 22 augusti skickade Stenbock en underrättelse till defensionskommissionen om att det finns en överhängande fara för en dansk invasion. Stora delar av den svenska krigsmakten hade dock gått under vid Poltava; när det kom till de skånska förbanden hade till exempel både Norra skånska kavalleriregementet och Södra skånska kavalleriregementet upphört att existera. Det enda regementet i full styrka var Göran Gyllenstiernas Skånska tre- och femmänningsregemente som av försörjningsskäl vid tillfället var utspritt och soldaterna inkvarterade hos sina rusthållare. Regementet led dessutom av en långvarig brist på utrustning, då resurserna istället hade gått till de två ordinarie skånska regementena som stred i fältarmén i Ryssland. Bristen på trupper var akut och man saknade både pengar och hästar till kavalleriet. För att förstärka försvaret skickades Västgöta tre- och femmänningsregemente under överste Gustaf Fredrik Lewenhaupt och Västgöta kavalleriregemente under överste Lars Hierta till Skåne. Vid tillfället hade man fått ihop totalt 1 300 man.
Arbetet med att ersätta de regementen som förgåtts vid Poltava påbörjades också så fort som möjligt och i motsats till vad de danska rådsherrarna antog fanns det tillräckligt med dugligt folk i lämplig ålder kvar i Sverige att fylla upp de återskapade regementena med. Stenbock själv blev överraskad över skåningarnas vilja att låta sig värvas, men vågade trots detta inte samla regementena förrän de uppsvenska regementena anlänt. Stenbock betvivlade generellt de skånska regementenas lojalitet och behandlade dem ständigt med försiktighet. Han var även orolig för att en snapphanerörelse likt den som uppstått under Skånska kriget skulle bildas igen. Han lät därför den 11 september utfärda en proklamation som varnade om att all form av snapphaneri, landsflykt, samt flykt upp i skogarna i norra Skåne skulle ses som landsförräderi och vara straffbart med döden. Det svåra när det kom till att återskapa nya regementen kom istället att bli tillgången till officerare, då tillräckligt erfarna sådana saknades efter alla år av krig. För att lösa detta tog man in flera yngre och otränade ungdomar i universitetsålder och från adelssläkter.
Det uppstod också svårigheter att skaffa utrustning och mundering åt de nya krigarna. När inga andra medel fanns att tillgå i det utarmade landet tvingades man ta de ännu ej utbetalta avlöningsmedlen för de soldater som var fångna i Ryssland, eller som stupat eller frusit ihjäl. På detta sätt tillgrep man alltså medel som egentligen skulle tillkomma soldaternas hustrur och barn. Det var, som ett av riksråden sade, att "kläda den nye soldaten med den gamles svett och blod". Nästan alla regementena kunde också beklädas med den vanliga blå karolinska uniformen, fast en del av dessa kläder inte hann fram till regementena förrän mot krigets slut, vilket ledde till att vissa av Stenbocks soldater fick slåss i sina grå vadmalskläder. Inom några av de äldre regementena fick åtskilliga ryttare också rida i getskinnspälsar. På fötterna hade somliga av dessa ryttare inte annat än träskor som de band fast vid foten med bast. Danskarna talade också föraktfullt skämtande om "Bocken och hans getapågar". På Kalmar regemente räckte beklädnadsmedlen inte till varken för kappor eller ränslar; och såväl strumpor och skor som skjortor fick soldaten själv skaffa sig så gott han förmådde. Detta regemente fick under fälttåget också en mycket hög sjuk- och dödlighetssiffra. På sommaren 1710 uppgavs det att av 1 100 man hade "på marschen och i landet" 341 dött, och 434 låg sjuka. Till tross åt de nya regementena räckte tillgångarna så gott som inte alls. Varken proviant- eller ammunitionsvagnar, och inte heller tält kunde man förse dem med. Bristen på utrustning var så mycket kännbarare med tanke på att det var ett vinterfälttåg som förestod. De nyuppsatta regementenas hästar var i allmänhet små och oansenliga, och ett ögonvittne påstod att de "nästan kunde krypa under buken på de stora danska hästarna". Stenbock skrev till regeringen: "I 26 år, som jag tjänat, har jag aldrig sett en armé i slätare tillstånd; dock låter jag icke modet falla." Han ansåg sig nämligen veta att det i soldaternas bröst bodde "ett frimodigt hjärta, fastän kroppen var betäckt med utslitna vallmars- och allehanda brokota kläder". De unga rekryterna visade också "en stor lust att gå till Skåne" och "stark åtrå att slåss med fienden", enligt Stenbock.
I oktober hade både Norra skånska kavalleriregementet och Södra skånska kavalleriregementet återuppsatts och den skånska Adelsfanan hade åter nått upp till full styrka. I och med detta hade det skånska försvaret förstärkts till att omfatta 3 550 man. En upprustning av norska trupper hade också noterats längs gränsen till Bohuslän och generallöjtnant Karl Nieroth sändes dit för att möta upp ett eventuellt angrepp.

## Den danska krigsförklaringen

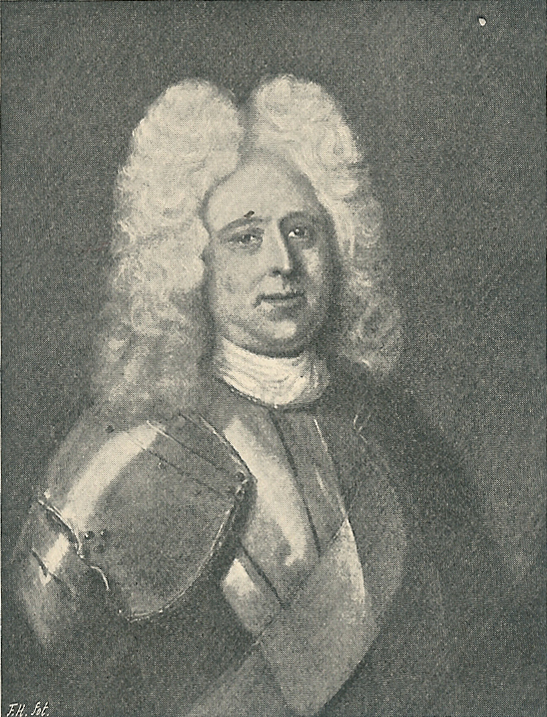
Greve Christian Ditlev Reventlow utsågs till överbefälhavare för den danska invasionsarmén. Miniatyrporträtt av okänd konstnär. Nationalhistoriska museet på Frederiksborg slott.

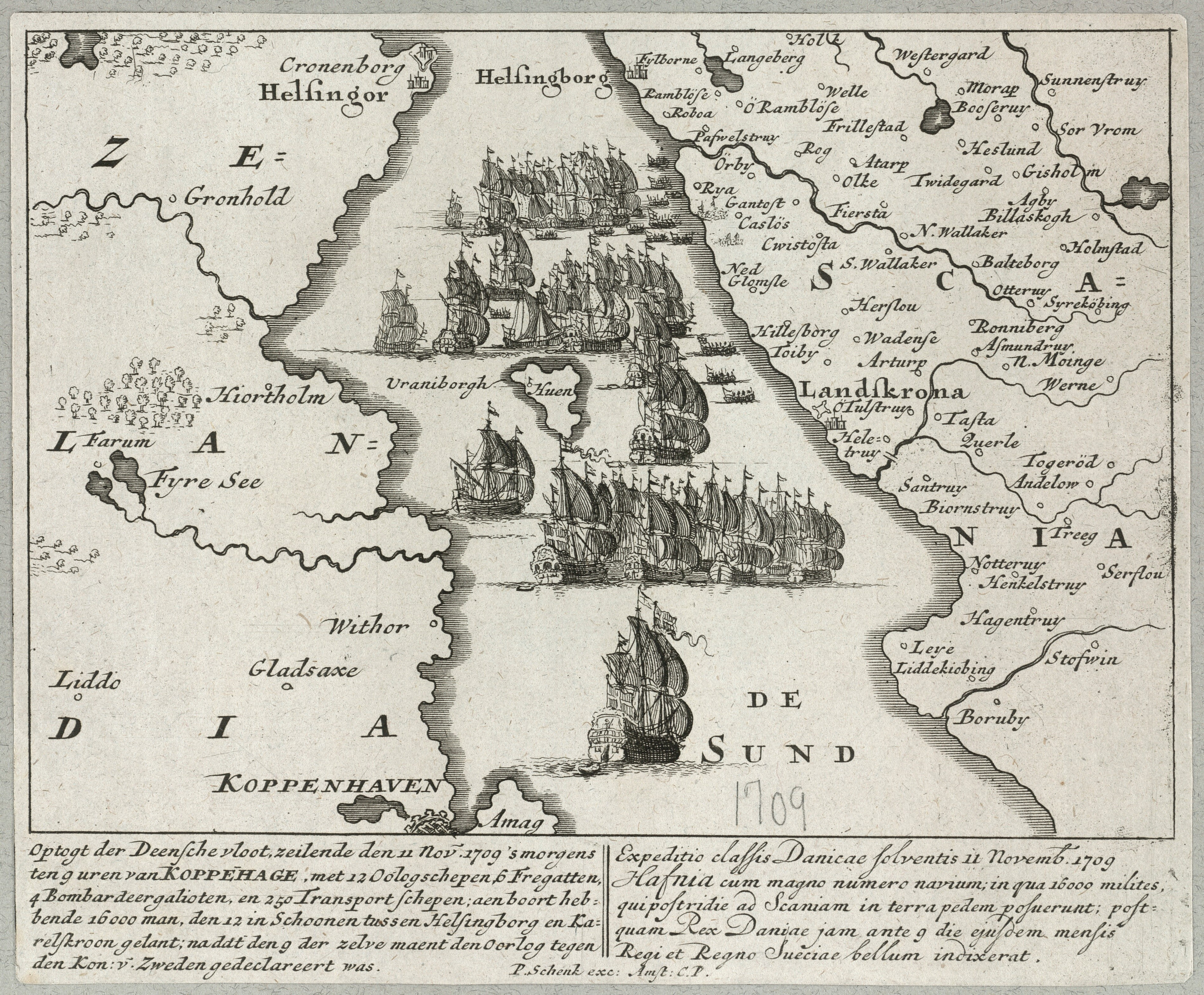
Den danska invasionsflottan korsar Öresund på vägen från Köpenhamn till Råå. Samtida kopparstick av den tyske konstnären Pieter Schenk d.ä.

Planen enligt fördraget i Dresden var att det danska anfallet skulle ske mot Sveriges skandinaviska landområde och inte mot de svenska besittningarna i Tyskland. Anledningen var att Storbritannien och Nederländerna fruktade att det stora nordiska kriget annars skulle sprida sig till de tyska staterna, vilket riskerade att betyda att de tyska stater som deltagit i spanska tronföljdskriget skulle tvingas att återvända hem. Det var illa nog att Danmark och Sachsen, som försåg dessa länder med trupper i kriget, skulle låsas i stridigheter på annan plats. Den 18 oktober 1709 nådde krigsförklaringen det svenska riksrådet och som grund hade danskarna angivit att Sverige hade fuskat med Öresundstullen, samt att befolkningen i de forna danska landskapen Skåne, Halland, Blekinge och Bohuslän hade behandlats illa.
Fredrik IV godkände i september 1709 invasionshärens sammansättning. Denna bestod av 15 000 man indelade i sex kavalleriregementen, fyra dragonregementen, åtta infanteriregementen, sex artillerikompanier, samt träng. Den endast 39 år gamla greve Christian Ditlev Reventlow, son till den avlidne tidigare storkanslern, utsågs som chef för invasionshären. Reventlow hade visat sin duglighet i fält under spanska tronföljdskriget under både Eugen av Savojen och Vilhelm av Oranien och var en kunglig favorit. Trots sin ringa ålder åtnjöt Reventlow uppenbarligen de äldre generalernas respekt, då inga av dem ska ha protesterat mot utnämningen. Reventlow hade dock inte mycket inflytande över hur fälttåget skulle utföras då den delen styrdes hårt från Fredrik IV. Trots detta hade Reventlow inte fått någon tydlig fälttågsplan från kungen. Instruktionerna sträckte sig bara till att så snart som möjligt inta Landskrona. Tidpunkten för invasionen var inte den bästa då man i största mån ville undvika ett vinterfälttåg, men eftersom man ville ta vara på den uppfattade svenska svagheten så mycket som möjligt och inte ge dess armé någon tid att återhämta sig ansåg man sig tvungna att ta tillfället i akt.

## Invasionen påbörjas
Ansamlingen av danska fartyg hade inte undgått de svenska trupperna på den skånska sidan av Öresund. Stridsledningen hade identifierat tre tänkbara landstigningsplatser: Barsebäck, Råå och Helsingborg. Stenbock hade placerat ut sina tre kavalleriregementen längs skånska västkusten och gett order att olika antal signalskott skulle avfyras från Landskronas eller Malmös befästningar så fort det stod klart var landstigningen ska ske rum och att kavalleriregementena genast skulle bege sig till angiven plats. De första danska trupperna började embarkera trupptransportfartygen den 24 oktober och slutligen den 31 oktober avseglade en flotta bestående av mer än 250 civila skepp skyddade av 12 linjeskepp och 5 fregatter, ledd av kungens halvbror, generalamiral Ulrik Christian Gyldenløve på flaggskeppet Dannebroge, från Köpenhamn norrut genom Öresund.
När de svenska trupperna såg flottan passera Landskrona citadell avfyrade fästningens kanoner sex skott: signalen för att landstigningen kommer att ske vid Råå, på samma plats som de danska styrkorna landstigit år 1676 i början av Skånska kriget. Vid ljudet av signalskotten begav sig kavalleriregementena mot platsen och placerade ut sig vid Raus kyrka, Rya och Katslösa. Stenbock själv hade sitt huvudkvarter i Rya. 

### Landstigningen vid Råå
Vid tretiden på eftermiddagen den 1 november ankrade den danska flottan på redden utanför fiskeläget och krigsråd hölls på Dannebroge mellan Reventlow och hans närmaste befälhavare, där dessa erhöll sina order. Från skeppen kunde danskarna se hur vårdkasar tändes längs de skånska stränderna och kyrkklockorna började ringa för att meddela om krigets ankomst. Tidigt på morgonen den 2 november rodde Reventlow, tillsammans med generalmajor Valentin von Eickstedt ur Grenadjärkåren, generaladjutant Lothar Adolf Henrik Klepping samt en mindre eskort, i land söder om Råå. Väl där såg de inte några större hinder. De skymtade endast en grupp svenska ryttare på en höjd längre inåt land, men dessa vände om och red i riktning mot Landskrona.

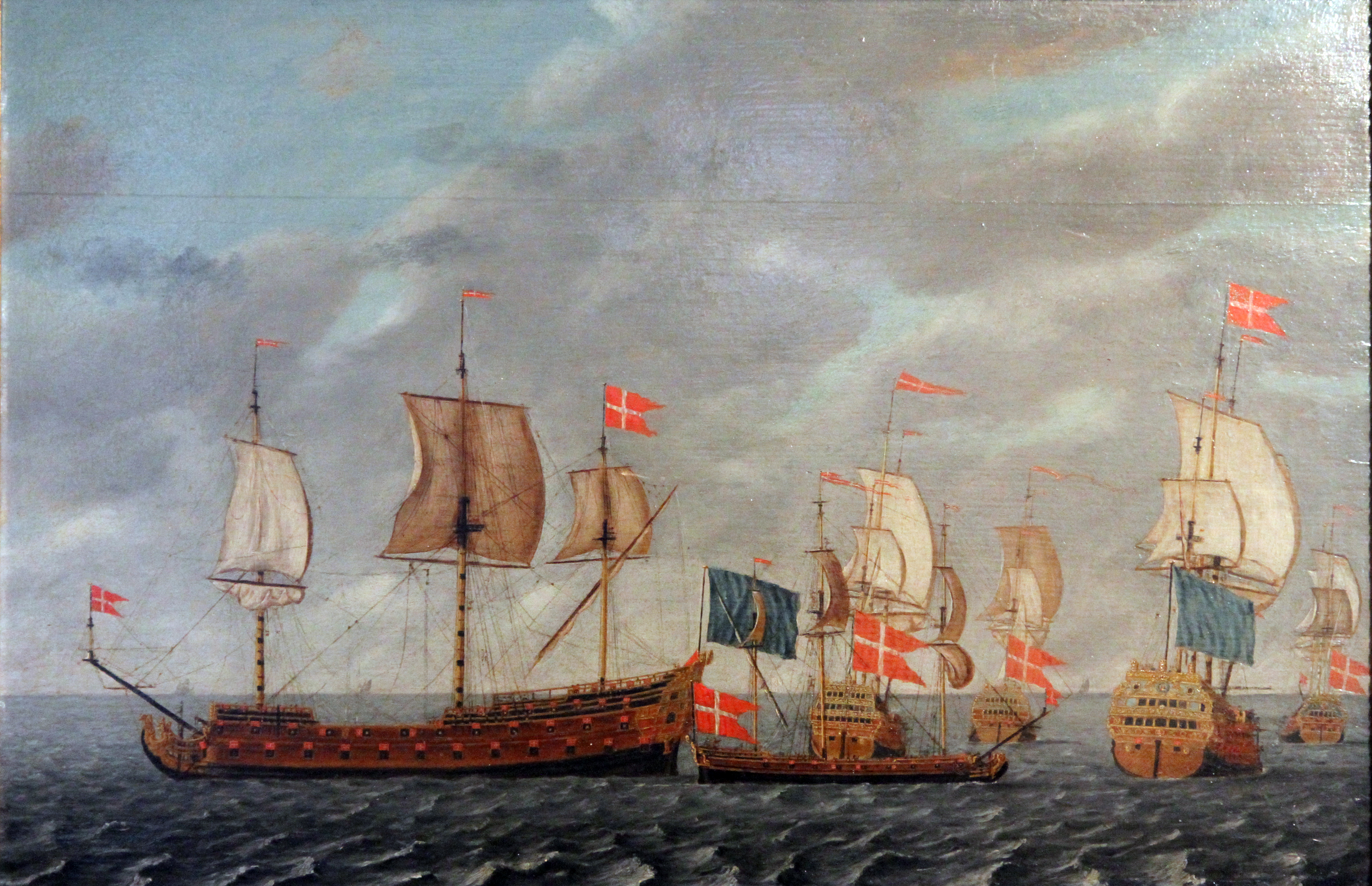
Fartyg ur den danska örlogsflottan under stora nordiska kriget. Bakom den låga fregatten i tavlans mitt syns linjeskeppet Dannebrog vilket tjänade som flottans flaggskepp under fälttåget. Målning från omkring 1730 av Bernhard Grodtschilling.

Klockan åtta på morgonen anslöt Fredrik IV till landstigningsflottan och alla dess bestyckade fartyg avgav salut på 27 skott vardera. Med kungen väl på plats kunde landstigningen påbörjas. De första att landsättas blev bataljoner ur Grenadjärkåren, Gardet och Drottningens livregemente, som fördes i land i kanonslupar, specialbyggda flatbottnade båtar med en kanon i fören som skydd. Den totalt 2 000 man stora styrkan anfördes av Reventlows nästkommenderande, generallöjtnant Frederik Gersdorff. Landstigningen täcktes av beskjutning från de danska linjeskeppen som låg med bredsidorna vända mot stranden. De landstigna trupperna intog ställningar för att försvara brofästet, grenadjärkåren längs Råån inåt land, Gardet mot norr och Drottningens livregemente mot söder. Därefter påbörjades överskeppningen av resterande delar av det danska infanteriet och på kvällen hade man hunnit föra över totalt 5 000 man.
Klockan 14 den 2 november landsteg Fredrik IV och inspekterade de redan landstigna truppernas försvarspositioner, innan han inkvarterade sig på Råå värdshus. Där övernattade han för att dagen efter bege sig ut för att rekognoscera tillsammans med sina generaler. Samma dag slog vädret om till storm och regn, vilket gjorde att landstigningen av de resterande trupperna gick trögt. På förmiddagen den 3 november hade nästan allt det danska fotfolket skeppats i land, men man hade stora svårigheter att få i land kavalleriet och dess hästar i den höga sjön.
Den 4 november kunde till slut de sista delarna av kavalleriet stiga i land. Därefter började man föra över tross och annan utrustning. De svenska trupperna var inte tillräckligt många för att bjuda den danska invasionshären motstånd. Stenbock skickade ryttmästare Henrik Hammarberg till Stockholm för att underrätta defensionskommissionen om invasionen och att han inte hade tillräckligt med trupper för att möta den. Han gav order till kavalleriregementena att dra sig tillbaka ner förbi Glumslöv och Landskrona ner till Kävlinge för att där nå andra sidan av Lödde å. På vägen rev man broarna vid Kävlinge och Getinge.

### Helsingborgs fall

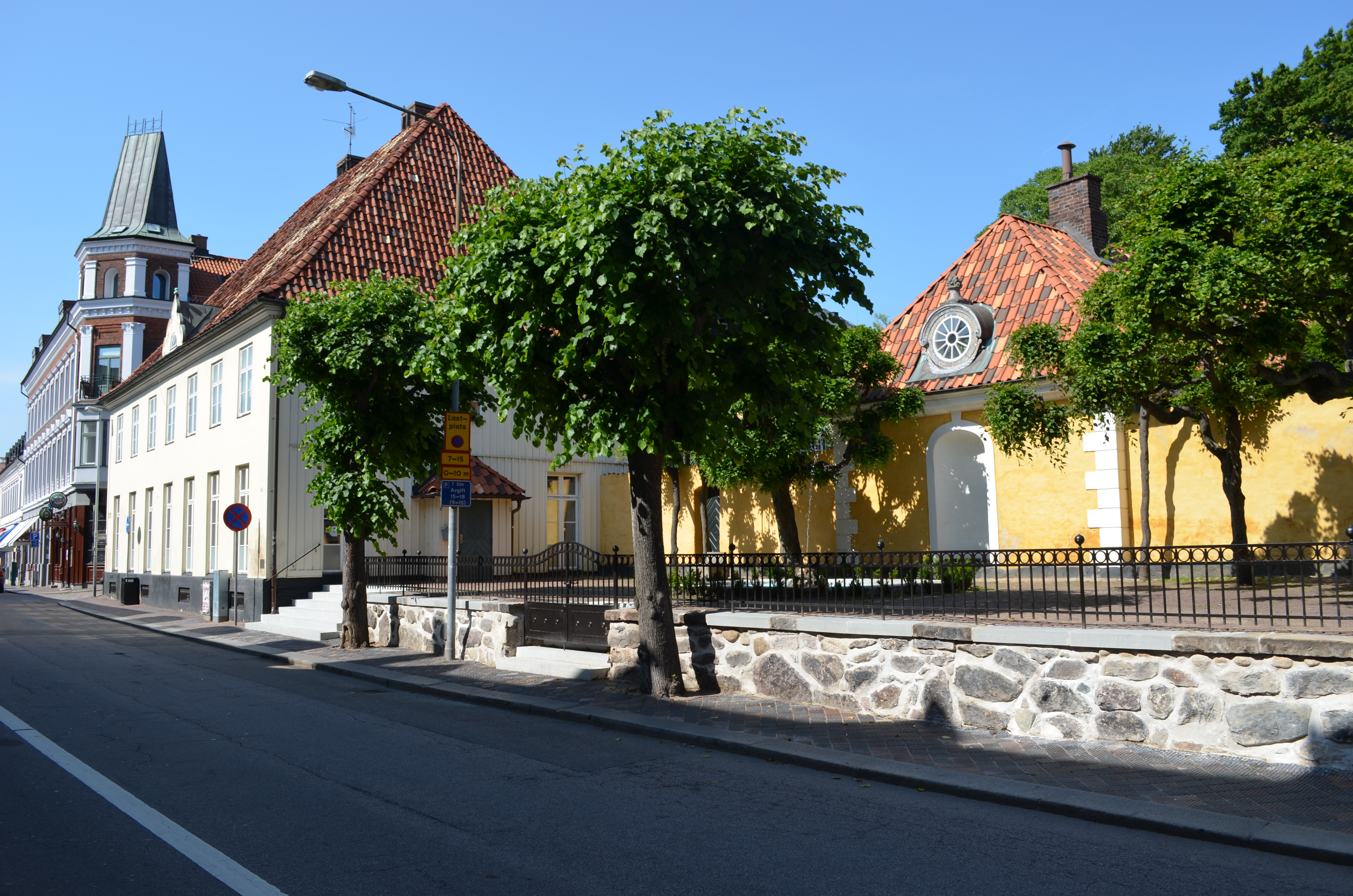
Efter sin ankomst till Helsingborg bosatte sig Fredrik IV och hans följe i vad som idag är Henckelska gården vid Norra Storgatan.

Det första målet för invasionshären var att säkra Helsingborg, och den 3 november anlände en delegation från Helsingborg som erbjöd att överlämna staden åt danskarna i utbyte mot deras beskydd, då borgarna hört rykten om att de svenska trupperna skulle bränna ner staden för att förneka de danska trupperna möjligheten att använda den för inkvartering. Samtidigt meddelade de att den skrala svenska garnisonen på Helsingborgs slott, som bestod av endast 36 man ur William Sinclairs Västgöta femmänningsinfanteriregemente, hade övergett staden. Garnisonens befälhavare, regementskvartermästare Bäfverfeldt, hade från Kärnans topp kunnat följa den danska landstigningen och hade blivit så avskräckt att han beordrade sina män att nagla igen de åtta kanonerna på Kärnans tak för att sedan lämna staden med sina trupper. Man hade även rivit upp alla brädor på stadens skeppsbro. Natten till den 5 november ryckte överste Albrecht Philip von Eynden med Fynska regementet in i staden och mötte där inget motstånd. Senare under dagen anlände Prinsen av Hessens regemente för att bilda garnison i staden och man hissade en enorm Dannebrog på Kärnans topp. Chefen för fortifikationen, överstelöjtnant Marcus Heinsohn, sändes den 6 november till staden för att besiktiga och förbättra dess befästningar.
Den danske kungen reste på kvällen den 5 november till Helsingborg, eskorterad av 50 man ur Livgardet till häst. På väg dit hälsades han av dansk lösen (tre skott) från kanonerna på Kärnans topp, kanoner som hade borrats upp av de danska trupperna under dagen. Han bosatte sig tillsammans med sitt följe på 200 personer i den danskvänliga rådmannen Herman Schlyters gård, numera Henckelska gården på Norra Storgatan. I och med att Helsingborg säkrats hade danskarna tillgång till stadens skeppsbro, över vilken man efter att den reparerats, enklare kunde föra över proviant och manskap från Danmark. När överskeppningen av utrustningen från landstigningsflottan var klar skickades de större transportfartygen tillbaka till Köpenhamn, medan de mindre transportskeppen skickades till Helsingör för att därifrån kunna föra över resterande materiel direkt till Helsingborg. Det handlade i första hand om det viktiga fältartilleriet. Örlogsskeppen låg kvar utanför kusten fram till den 15 november innan de till slut återvände till Köpenhamn. Helsingborgs svenskfödda borgmästare, Gabriel Löfgren, hade vid invasionen lämnat staden och Schlyter utsågs till tillförordnad borgmästare. Han lät inventera alla borgares vapeninnehav, och dessa vapen kom senare att beslagtas av de danska trupperna. Genom ett plakat som upplästes från predikstolen i Mariakyrkan lät Fredrik IV proklamera att han tagit Skåne i "skydd och besittning". Stadens 170 borgare svor den danske kungen trohet, vilket även borgarna i Ängelholm, samt allmogen i Luggude, Rönneberga och Onsjö härader gjorde. Helsingborgs kyrkoherde, Olof Troilius, vägrade dock läsa upp den danska kungens plakat och bad istället den vanliga förbönen för Karl XII, varefter även han flydde staden. Troilius uppsökte därefter Stenbocks armé, där han utsågs till dess generalstabspräst.

### Danska försörjningsproblem
Koordineringen av den danska överfarten hade inte varit helt smärtfri. De 25 kanoner som togs i land kunde inte användas då man försummat att föra över draghästar för dessa. Den ursprungligen planerade artilleriparken på 42 tunga och 56 lätta kanoner, 23 mörsare och 6 haubitsar saknade bemanning då manskapet fortfarande var kvar i Köpenhamn. Proviantmängden räckte också bara till 14 dagar och började snabbt sina och för att få in förnödenheter lockade man den skånska allmogen med betalning i "klingande mynt" för den proviant de kunde förse den danska armén med. De danska finanserna var dock i så dåligt skick att man fann att man inte kunde hålla detta löfte och när allmogen ankom med proviant fick de istället betalt i kvittenser och meddelades att dessa skulle avräknas mot den planerade krigsskatt man ämnade samla in. Reventlow hade varnat den danska kungen att det skulle skada det danska anseendet hos Skånes befolkning om de inte höll sitt löfte om betalning, men detta ignorerades. Ett annat problem var den danska byråkratin, som krävde att tull skulle tillföras på alla varor som fördes över Öresund, även för utrustning och proviant åt den danska armén. Administrationen av detta gjorde att viktig försörjning från Danmark ständigt försenades. Reventlow anmodade om att få undslippa avgifterna, men fick i den frågan inget gehör från de danska myndigheterna.

## Danskarna tar kontrollen över Skåne
Den danska hären bröt den 16 och 17 november upp från landstigningsplatsen vid Råå för att inkvarteras i byarna omkring Helsingborg och Landskrona. Reventlow förlade sitt högkvarter till godset Bälteberga strax norr om Rååns dalgång. Som gränslinje i söder valde man Lödde å, medan den nordöstra gränslinjen utgjordes av Vege å. Vädret var dock eländigt och ständigt regn gjorde vägarna leriga och oanvändbara för några större truppförflyttningar. Mestadels var det besvärligt för tross och artilleri. 

### Belägringarna av Landskrona och Malmö
I slutet av november satte till slut frosten in och det blev lättare för den danska armén att manövrera i landskapet. Den 25 november påbörjades den danska belägringen av Landskrona genom att överste von Eyndens Fynska regemente förflyttades till staden. Eftersom inneslutningen begränsade sig till att bara bevaka infartsvägarna var denna inte särskilt effektiv. Någon örlogsblockad från sjösidan utfördes inte heller, vilket gjorde att garnisonen fritt kunde kommunicera med Malmö genom sjövägen. Då belägringen inte startats tidigare hade kommendanten på Landskrona Citadell, överste Sinclair, dessutom haft tre veckor på sig efter den danska landstigningen att samla proviant för att klara just en sådan.

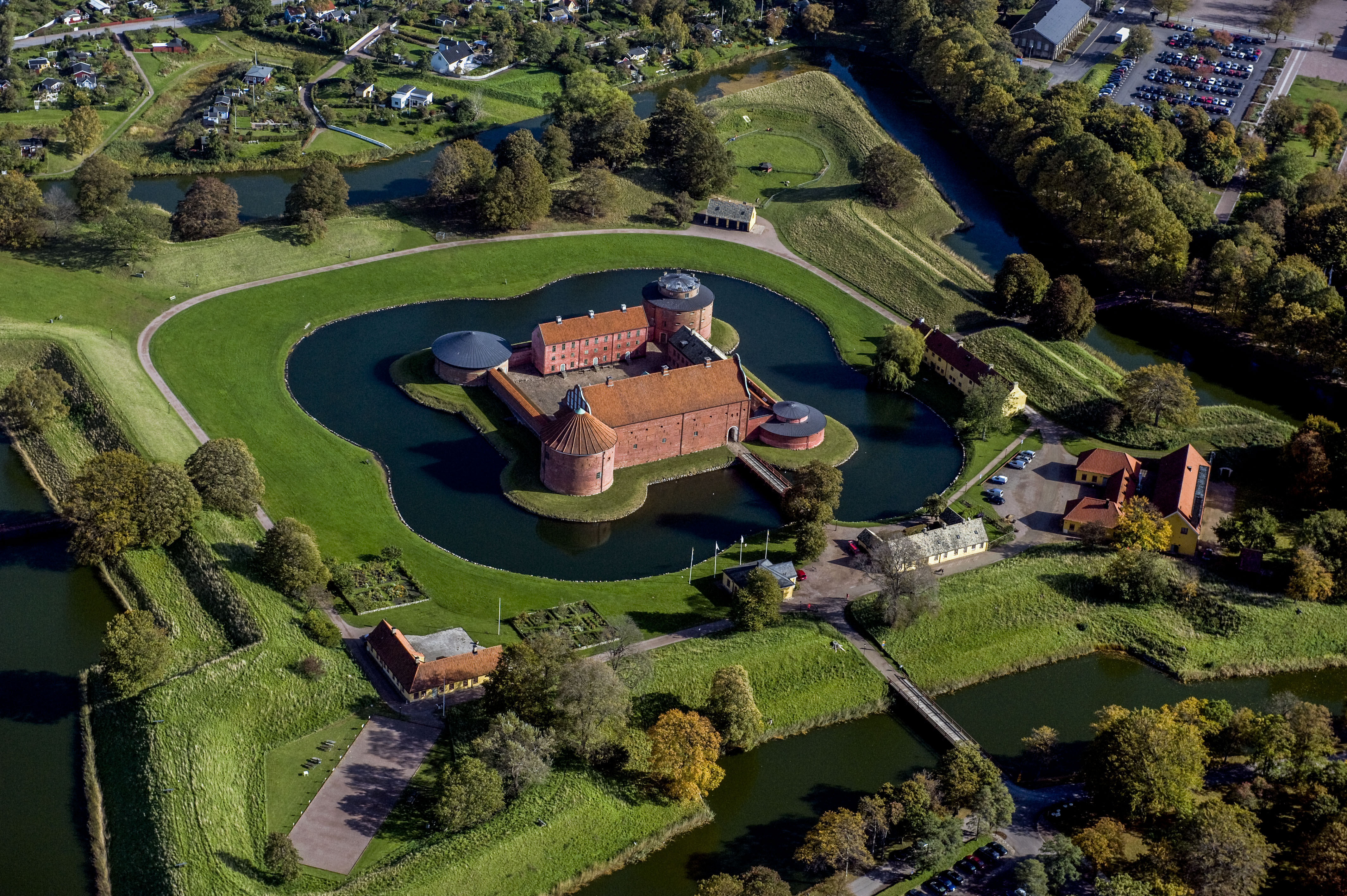
Landskrona citadell sett från luften.

Den 28 november höll Fredrik IV ett sista krigsråd innan han återvände till Själland. Kungen fortsatte därefter att styra fälttåget genom korrespondens. I ett brev gav han order om att Reventlow skulle röra sig mot Kristianstad och sedan till Karlskrona för att förstöra den svenska flottan. Reventlow föredrog hellre att inta Landskrona och Malmö för att på så sätt ha ryggen fri och säkra sina försörjningslinjer innan offensiven. Något bifall fick Reventlow inte, utan kungen följde istället ett förslag från Rantzau om att innesluta städerna fram till våren. I början av december gjordes en dansk truppförflyttning mot Rönne å. Vid Röstånga stod tre svenska kavalleriregementen under generalmajor Göran Gyllenstierna med order om att bevaka övergångarna vid Rönne å och Lödde å. Gyllenstierna valde vid beskedet om danskarnas ankomst att retirera till Kristianstad. Den 8 december korsade generalmajor Ditlev Brockdorff med Första jylländska kavalleriregementet Lödde å och marscherade med en trupp in Lund med målet att besätta det bördiga Söderslätt. Väl där plundrade de danska trupperna stadens kornförråd och Brockdorff installerade sig i professor Johan Hörlings gård med ett följe på 18 personer. Någon aktion mot Malmö hade ännu inte företagits. Vädret hade slagit om till regn igen och vägarna var åter ofarbara.

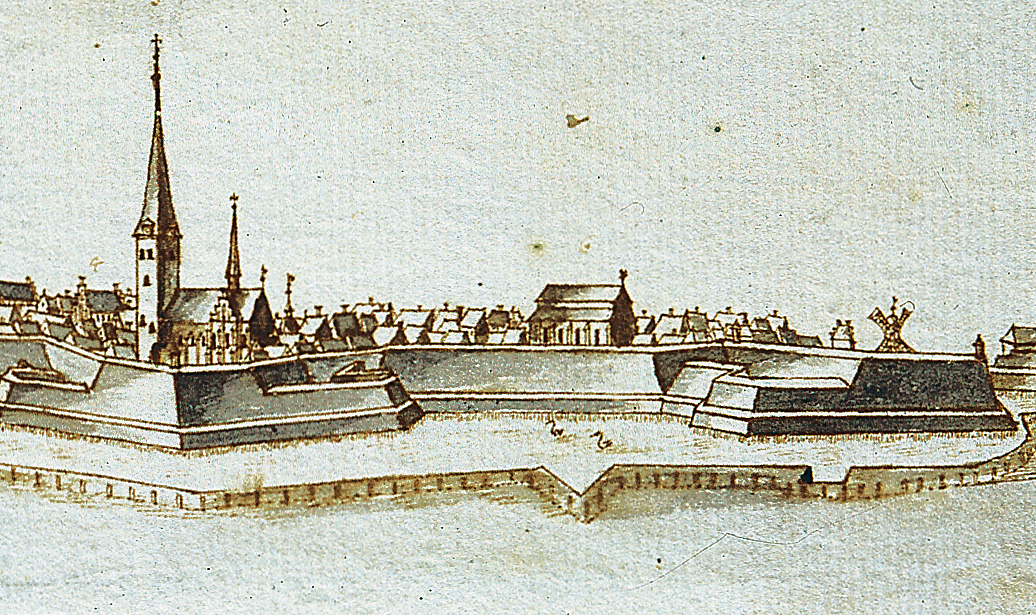
Malmös befästningar 1706. Teckning av okänd konstnär.

Magnus Stenbock hade den 5 november anlänt till Malmö där det fanns 20 välbehövliga kanoner och där även hans gravida hustru och parets barn bebodde en våning av Malmöhus slott. Han fann att stadens försvarsförmåga var god och den 9 november utsågs Stenbock till överbefälhavare för de trupper som skulle verka i Skåne. Den 1 december bröt Stenbock upp från Malmö och förflyttade sig till Kristianstad, där han övertog befälet från Gyllenstierna. De kanoner som fanns i Malmö lyckades han dock inte få med sig då han saknade tross att transportera dem med. I början av december kontrollerade danskarna praktiskt taget hela mellersta Skåne utom Landskrona och Malmö. Runt nyår 1710 återvände frosten och i början av januari 1710 fick generalmajor Brockdorff order om att marschera mot Malmö med omkring 2 000 man, bestående av två skvadroner ur Själländska lantdragonregementet och två bataljoner ut Drottningens livregemente. Dessa posterades ut ungefär en mil från Malmös befästningar, vid landsvägarna som ledde in till staden. Därmed var det fortfarande möjligt att ta sig in och ut ur staden genom mindre stigar. Inte heller denna stad blockerades från sjösidan och blockaden var därför lika verkanslös som den av Landskrona. De danska trupperna saknade dessutom både belägringsartilleri och en duglig belägringsingenjör.

### Framryckningen mot Kristianstad
För att rycka fram mot Kristianstad ansåg sig Reventlow behöva ytterligare förstärkningar. Många av de danska trupperna var upplåtna för belägringarna av Malmö och Landskrona och en stor del av trupperna behövde stanna i Helsingborg för att försvara mot svenska trupper som skulle kunna anfalla från Halland. Båda sidorna hade goda underrättelsenätverk och fick snabbt bud om läget hos sina motståndare. Reventlow hade fått tydliga uppgifter om styrkan i den svenska armé som höll på att byggas upp och enligt hans bedömning hade han med sina ungefär 6 700 tillgängliga soldater inte tillräckligt för att möta den svenska armén i en avgörande drabbning. Han ansåg att han på sin höjd kunde använda sina trupper till att blockera ytterligare svenska förstärkningar från Småland.
Reventlow meddelande den danske kungen om sina farhågor och anmodade om att de danska regementen som för tillfället stod sysslolösa i Holstein skulle skickas till Skåne. Han ville även att kungen skulle utöva påtryckningar på Ryssland om att de skulle efterleva sin del av fördraget genom den utlovade hjälpkåren och invasionen av Finland. Slutligen yrkade Reventlow återigen om att man skulle inta Malmö och Landskrona och ville att städerna skulle bombarderas av flottan. Inga av dessa förfrågningar kom att hörsammas. Det var bal- och maskeradsäsong i Köpenhamn och Fredrik IV sysselsatte sig hellre med dessa nöjen tillsammans med sin unga älskarinna Charlotte Helene von Schindel än med invasionen av Skåne. Många av Reventlows förfrågningar förblev till och med obesvarade. Den danska statsledningen såg fortfarande invasionen som en enkel sak, men inte heller statsledningen kunde bevilja några förstärkningar utan kungens godkännande.
Reventlow ansåg sig även ha brist på dugliga officerare. Två av hans mer kapabla befälhavare hade på kungliga order förflyttats från den danska armén till Skåne: hans nästkommenderande, generallöjtnant Frederik Gersdorff, som utsetts till befälhavare för de danska hjälptrupperna i Flandern, samt generalmajor Frederik Leegaard som sänts till Holstein. Lyckligtvis hade Gersdorff ersatts av den erfarne Frantz Joachim von Dewitz. Om von Dewitz skrev Reventlow i ett brev till Fredrik IV att han var "den enda ledaren som givits mig i armén" och att han "säkert vet hur man beställer och reglerar gemene man såväl som [är] en man vilken man borde fortsätta att beakta". I övrigt var Reventlow mycket kritisk till de officerare han hade tilldelats. Han hade inga högre tankar om generalmajor Valentin von Eickstedts militära egenskaper och var av åsikten att generalmajor Christian Rodsteen (Leegaards ersättare) helt borde avlägsnas från armén då denne hade ett alltför ängsligt lynne för att effektivt kunna anföra manskapet. Utöver detta hade Reventlow drabbats av en envis förkylning.
Den ursprungliga invasionsplanen angav att de trupper som var baserade i Norge snart skulle dra in i Sverige för att öppna en andra front, och Reventlow ansåg därför att hotet norrifrån kunde bortses från. Han lät ändå ge order om att förstärka försvaret längs Rönne å, något som försvagade hans armé ytterligare. Efter att vädret blivit mer gynnsamt under de första dagarna av 1710 bröt Reventlow den 3 januari upp från sitt högkvarter i Bälteberga och beordrade de trupper han ansåg sig kunna undvara att marschera mot Kristianstad. Expeditionskåren bestod av tre infanteriregementen: Livgarden till fots, Prins Christians regemente och Marinregementet; fyra kavalleriregementen: Första och Tredje själländska kavalleriregementet, Andra fynska kavalleriregementet, och Första jylländska kavalleriregementet; samt 200 man från artilleriet som medtog sex fyrpunds fältkanoner, två haubitsar, pontonmaterial och 50 trossvagnar. Armén marscherade ner mot Lödde å, där den sedan kunde nyttja landsvägen som gick från Malmö upp till Kristianstad (motsvarande dagens Europaväg 22).

### Danskarna korsar Helge å
I Kristianstad fanns ungefär 3 500 svenska trupper. Dessa bestod mestadels av kavalleri genom Västgöta kavalleriregemente, Västgöta tre- och femmänningsregemente till häst, samt Skånska tre- och femmänningsregementet till häst. Det enda infanteri på plats var en bataljon ur Sachsiska infanteriregementet bestående av 494 sachsiska krigsfångar som valt att gå i svensk tjänst. Dessa hade anlänt till Kristianstad den 17 december som några av de första förstärkningarna norrifrån. Stenbock ansåg inte att Kristianstad, vars vallar hade rivits efter Skånska kriget, hade något större strategiskt värde och planerade istället att mota den danska armen vid passen vid Norje och Mörrumsån. Kristianstads befästningar förstärktes så gott det gick, men huvuddelen av arméförråden förflyttades till Karlshamn, dit Stenbock begett sig den 10 januari efter att ha överlämnat befälet av staden till Gyllenstierna. Det viktiga krutbruket i Torsebro norr om Kristianstad hade för säkerhets skull tömts på inventarier för att inte falla i danskarnas händer. Stenbock gav också order om att alla broar skulle förstöras för att sakta ner fiendens framfart.
Den 12 januari anlände Reventlow till Vä sydväst om Kristianstad, men valde att inte anfalla staden. Eftersom armén skulle bli tvungen att korsa den 200 meter långa och smala Långebro för att ta sig till stadens portar skulle den vara alldeles för blottad för kanoneld från stadens palissader, och ett anfall på Kristianstad skulle enligt Reventlow bli alltför blodigt. I stället skickade han överstelöjtnant Scheel med 50 dragoner till Torsebro för att se om det var möjligt att korsa Helge å vid denna plats. På så sätt skulle han kunna inringa staden och skära av dess garnison från Blekinge. Bron vid Torsebro bevakades av 60 man ur Sachsiska infanteriregementet under kapten Johan von Rohr, samt 150 ryttare ur Västgöta tre- och femmänningsregemente till häst under ryttmästare Sven Hierta. Med sig hade trupperna två kanoner som på grund av avsaknad av kanonkulor var laddade med blyskrot.
Framme vid bron beordrade Scheel sina trupper att sitta av och trupperna började utbyta musköteld från vardera sida av ån. Efter ungefär en timmes strid hade danskarna mist fem soldater, medan svenskarna förlorat tre, och Scheel tvingades dra sig tillbaka. Reventlow skickade generaladjutant Hartvig Huitfeldt till platsen och han ankom mitt under eldstriden. Scheel underrättade honom om läget och då det fanns en god chans att erövra Torsebro red Huitfeldt i full galopp tillbaka till Reventlow och avgav rapport. Reventlow gav order till huvudstyrkan i Härlöv om att bege sig till platsen. Han tog själv de 700 ryttare han hade med sig och red mot Torsebro, men då han kom fram hade mörkret redan börjat lägga sig. Från den svenska sidan hade Hierta sänt en kurir till Kristianstad för att underrätta Gyllenstierna om läget och samtidigt satte man eld på bron, som dock inte förstördes helt. Vid beskedet gav Gyllenstierna order om att förstärka vakten under natten.
På morgonen den 13 januari hade huvuddelen av den danska styrkan hunnit fram och tagit ställning vid Helge ås västra strand. Marinregementet stod uppställt med 300 man och så fort det ljusnade öppnade man eld med fältartilleriet. Den inledande salvan dödade tre svenska ryttare och resterande styrkor tvingades att söka skydd. Samtidigt vadade trupper från Livregementets dragoner över ån vid vadställen norr och söder om bron och kunde beskjuta de svenska styrkorna från sidorna. Under täckande eld från resterande delar av regementet stormade sedan 80 soldater ur Marinregementet tillsammans med generaladjutanterna Bendix Meyer och Lothar Adolf Henrik Klepping resterna av bron vid Torsebro, som fortfarande var överfarbar. När de danska styrkorna nått över bron flydde de svenska ryttarna och omringade tvingades de sachsiska trupperna att överlämna sig. Klockan var halv nio på förmiddagen och de danska ingenjörstrupperna satte genast igång med att reparera bron. Ungefär två timmar senare kunde den danska huvudstyrkan korsa Helge å.

### Träffningen vid Fjälkinge
Sachsiska bataljonen har visat sig vara av samma natur som förr. Alla de vid Torsebro kommenderade gåvo sig till fienden utan att göra motvärn. Den återstående bataljonen har låtit taga sig till fånga, sedan den 10 eller 11 usla skott ifrån sig givit; vartill de tvivelsutan varit sinnade för längst, emedan de av de danske fångarna förspörjes, att desertörerna dem försäkrat, att de intet skott skjuta skulle. Med sådant folk som de sig vid denna aktion vist, är var redig man olycklig, som kommer mot sin fiende att fäkta. 
Gyllenstierna hade vid gryningen låtit sina trupper ta ställning vid Nosaby medan han själv stannat kvar i Kristianstad för att överse evakueringen av staden samt förstörelsen av Långebro. Efter erövringen av Torsebro sände Reventlow iväg Livregementets dragoner under Christian Rodsteen för att jaga efter de flyende svenska ryttarna. Runt lunchtid nådde ryttmästare Hierta fram till Gyllenstierna och kunde berätta att danskarna hade reparerat bron och att huvuddelen av armén var på väg över. Då Gyllenstierna insåg att hans styrka snart skulle vara underlägsen den danska gav han order om reträtt och lämnade Kristianstad. En förtrupp ur Livregementets dragoner om 150 man nådde ifatt Gyllenstiernas trupper strax innan Fjälkinge. För att sakta ner danskarnas framfart gav han order till Hierta att ta ställning strax öster om Fjälkinge med Västgöta kavalleriregemente och bataljonen ur Sachsiska infanteriregementet för att förhindra att bli kringränd av de danska trupperna. Förtruppens befälhavare, överstelöjtnant Koppelau, rapporterade tillbaka om svenskarnas ställning och Rodsteen beordrade sina trupper att göra halt medan han skickade generaladjutant Huitfeldt till Reventlow för att fråga om han skulle gå till anfall. Reventlow skickade genast tillbaka order om att Rodsteen omedelbart skulle gå till anfall. 
Anfallet utfördes vid skymningstid och vid åsynen av de anfallande danskarna tog de svenska ryttarna till flykten och lämnade de sachsiska fotsoldaterna ensamma kvar. Rodsteens livdragoner fortsatte att jaga efter de svenska ryttarna medan nästa danska trupp, ledda av generallöjtnant von Dewitz, nådde sachsarna och erbjöd dem att överlämna sig, vilket de gjorde. Öster om Fjälkinge träffade Rodsteens trupper på Västgöta tre- och femmänningsregemente till häst, som överrumplades och flydde hals över huvud, vilket skapade oordning i de övriga skvadronerna. Snart anlände dessutom von Dewitz med sina trupper. Gyllenstierna försökte organisera ett motanfall och fick samlat ihop 300 ryttare, men vid det tillfället hade det redan hunnit bli mörkt och istället fick han ge upp och fortsätta sin reträtt. Mörkret gjorde även att Reventlow avblåste de danska kavalleritruppernas jakt på svenskarna. I och med den svenska reträtten hade danskarna säkrat övergången vid Helge å.

## Kampanjen når Blekinge
Stenbock stod vid Sissebäck vid Valje på gränsen mellan Skåne och Blekinge och lyckades där fånga upp största delen av de flyende svenska trupperna, även om vissa av dem inte stannade förrän de nått Karlshamn. Ovetande om att Reventlow dragit tillbaka sina trupper lät han tända vakteldar för att ge intryck av att hans styrka var större än den egentligen var och drog sig tillbaka till Sölvesborg. Där möttes han av 500 man från Skånska tre- och femmänningsregementet till häst som varit stationerat i Åhus och senare ankom även de mindre vaktstyrkor som varit utplacerade längs Helge å. Från Sölvesborg drog sig Stenbock vidare mot Norje, där landsvägen var inklämd mellan sjön Vesan och havet vilket var en utmärkt försvarsposition för trupper i numerärt underläge. Dock hade vinterkylan gjort att isarna frusit på sjön och träsken däromkring, vilket fick Stenbock att inse att det inte längre var möjligt att försvara dessa ställningar. Han gav den 14 januari order om att ställningen vid Norje skulle överges och drog sig tillbaka till Mörrumsån. Även här hade vattnet frusit till is till den grad att man kunde ta sig över ån med häst och släde. Dessutom gjorde kylan att man inte kunde bygga några befästningar i den frusna jorden. Stenbock kallade till krigsråd med alla sina regementschefer där även amiralgeneralen Hans Wachtmeister som anlänt från Karlskrona deltog. Bedömningen gjordes att man inte kunde hålla ställningen och dessutom var trupperna utmattade och moralen låg efter nederlagen vid Torsebro och Fjälkinge. Man insåg att man inte kunde hindra danskarna att ta sig in i Blekinge och beslutet togs att överge Mörrumsställningen och återsamla armén i Ronneby. Alla broar på vägen till Karlskrona skulle brännas för att ge tid åt stadens försvar att göra sig redo.

### Karlshamn intas
Den danska kåren slog läger öster om Fjälkinge och Reventlow tog högkvarter i Ljungbygård (nuvarande Trolle Ljungby slott) och trupperna fick vila ut sig några dagar. Där uppsöktes han av det danska sändebudet till Stockholm, Johan Diderik Grüner, som hade utvisats från Sverige till följd av den danska krigsförklaringen. Innan Grüner hade tvingats lämna den svenska huvudstaden hade han nåtts av säkra underrättelser om svenskarnas återuppsättande av nya regementen och hur dessa snart skulle kunna vara på väg. Efter beskedet skickade Reventlow förnyade uppmaningar till Fredrik IV om förstärkningar. Morgonen den 19 januari bröt Reventlow upp från Ljungbygård och marscherade mot Norje. Där fann de bron sönderbränd, men inga svenska trupper. Reventlow antog därför att Stenbock hade valt att hålla stånd vid Mörrumspasset, men väl där mötte han inte heller då något motstånd.
Karlshamn hade i och med detta lämnats helt öppet för danskarna och den 19 januari kunde Reventlow tåga in i staden oemotstridd. Man undvek däremot att göra ett försök att inta Karlshamns kastell som låg på en ö utanför staden. Kastellet bemannades av 70 svenska soldater förstärkta av 145 trossdrängar. Den danska överbefälhavaren installerade sig i köpmannen Peter Mestertons gård och till en början var ockupationen närmast vänskaplig. Soldaterna uppförde sig väl och officerarna roade sig på stadens gästgiveri. Danskarna hade dock fått reda på att svenska förråd skulle ha förvarats i staden, men kunde inte påträffa några sådana trots att man förhört rådmannen Gislou Pijhlgard om saken. Därför beordrades en total genomsökning av staden och all proviant som påträffades togs i beslag vare sig det var i privat ägo eller svenska statens.

### Reventlow beslutar att återvända till Skåne
Den danske kungens önskan om att inta Karlskrona ansåg Reventlow skulle bli svårt att uppfylla. Stadens befästningar hade dessutom förstärkts och örlogsflottans skepp med uppemot 1 800 kanoner samt de omkring 4 000 sjömän som var stationerade på fartygen kunde användas till stadens försvar. På grund av oron för att bli avskuren av den nyuppsatta svenska armén norrifrån hade han varit tvungen att lämna kvar flera eftertrupper för att bevaka de olika passen vid Norje och Mörrum och hade därför endast kvar två infanteribataljoner och ett fåtal artilleripjäser. Dessa skulle inte räcka för att inta staden och trots att han utöver infanteriet hade ett stort kavalleri lämpade detta inte sig för att storma en befäst stad. Dessutom hade de danska trupperna töjt sina försörjningslinjer och började få slut på proviant. Bedömningen gjordes att den svenska armé som började ansamlas i Småland skulle användas för att återta Helsingborg och bryta belägringarna av Malmö och Landskrona och därför valde Reventlow att vända tillbaka till Kristianstad. Dessutom fick Reventlow fortfarande inga förstärkningar från dansk sida, vilket innebar att hans styrka sakta vittrade bort, medan den svenska armén byggde sig allt starkare. 

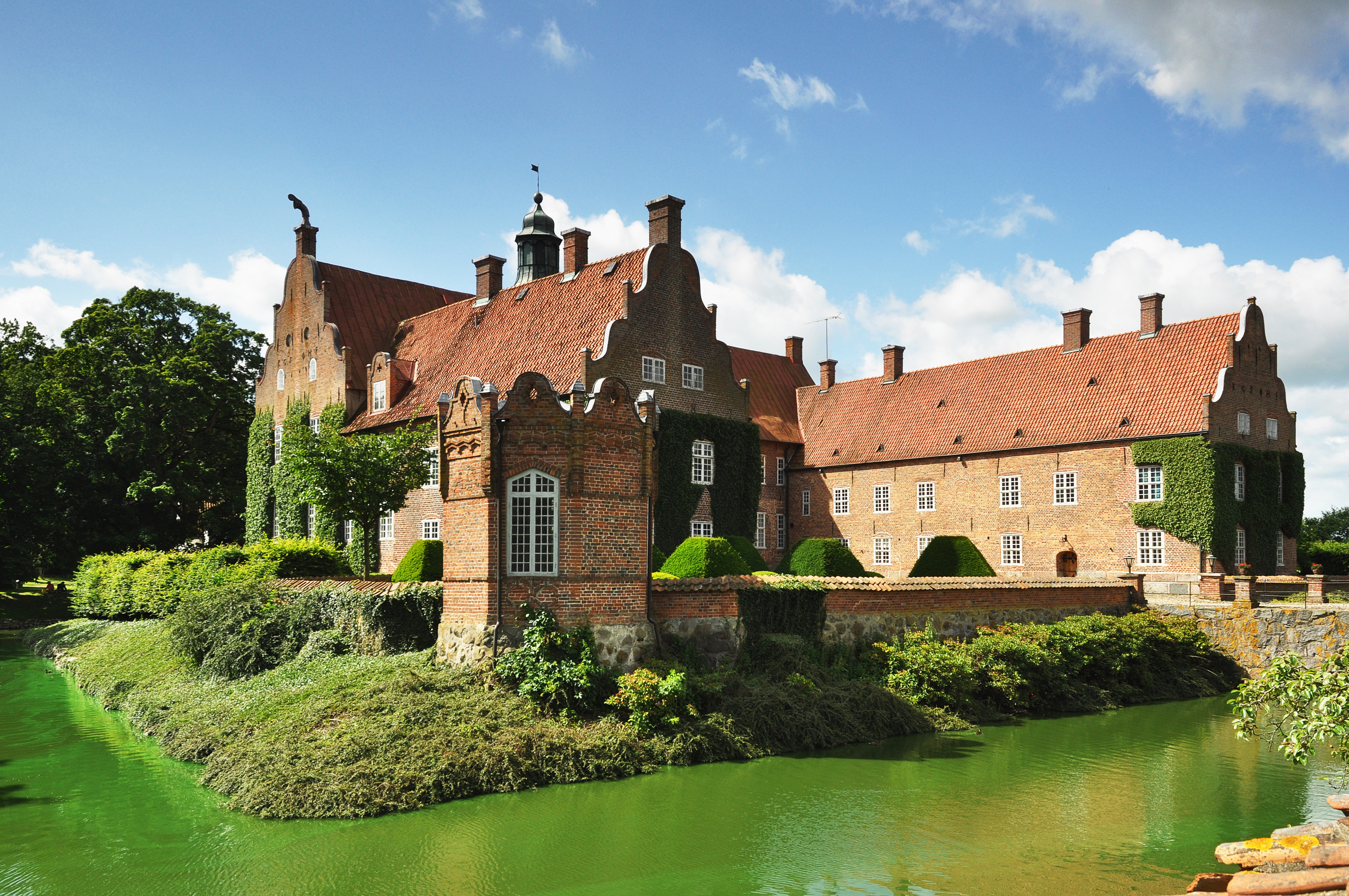
Trolle Ljungby slott, vid den tiden kallat Ljungbygård.

För att säkra resurstillgången sammankallades Karlshamns borgare den 23 januari och presenterades med ett ultimatum att betala 20 000 riksdaler i brandskatt för att undvika att danskarna brände ner staden. En så stor summa bedyrade stadens borgare att de inte kunde frambringa och Reventlow gick med på att sänka summan till 12 000 riksdaler. Av detta förmådde Karlshamnsborna samma dag få fram 6 000. För att säkra betalning av resterande del av summan togs borgarna Peter Masterton, Jörgen Hegardt, Jacob Wildschiött, Peter Jacobsson och Carl Aschenborg som gisslan och fördes via Helsingborg hela vägen till Korsør. De släpptes dock slutligen fria i juni samma år. Den 24 januari påbörjades marschen tillbaka till Skåne och på vägen rev man de nylagade broarna vid Mörrum, Norje och Nymölla. 
Den 27 januari anlände Reventlow åter till Ljungbygård och den danska armén inkvarterades i och kring Kristianstad. Där fick han den 28 besked om hur svenska trupper ur den armé som var placerad i Dalsland och Bohuslän för att skydda mot ett anfall från Norge var på väg söderut för att antingen ansluta sig till Stenbocks armé eller skära av försörjningslinjen från Helsingborg. Det blev uppenbart för Reventlow att han inte kunde lita på någon andra front från generallöjtnant von Tritzschler. Denne hade visat sig vara synnerligen handlingsförlamad när det kom till att bryta in i Bohuslän. När hans trupper stod redo att korsa Svinesund upptäckte han att armén saknade bröd och beordrade halt. En månad senare upptäcktes vid en inspektion att den skärgårdsflotta som samlats för att skydda överfarten saknade bestyckning. Förtvivlat skrev Reventlow åter till Fredrik IV:
| ” | Jeg beder Deres Majestæt allernaadigst strax at give Resolution paa alt, hvad jeg skriver herfra; thi Krigsføring er en vanskelig Sag og taaler ingen Forhaling; kommer en Resolution blot en halv Time for silde, er dens Virkning forspildt [...] Hele Derangementet skyldes den norske Hærs Inaction; naar alt falder over mig, naar D. M. ikke forstærker dette Korps, naar den norske Hær intet gør, medens Svenskerne forstærker sig med Tropperne fra den norske Grænse, saa maa vi snart igen gaa tilbage til Sjælland. | „ |

Något svar från Fredrik IV på sin anmodan fick Reventlow inte. Under dessa dagar arrangerade kungen en karusellridning i Köpenhamn inför sin älskarinna och verkade inte villig att skänka en tanke på fälttåget i Sverige. I bittert sarkastiska brev till ledande ämbetsmän bad Reventlow ironiskt vederbörande att tala med kungen om krigshärens angelägna behov "efter karusellen, ty för närvarande är det ju ej tid därtill" och tänka på saken "efter karnevalen".

## Krigsvinden vänder

### Den nya svenska armén bryter in i Skåne
Den 8 november 1709, sex dagar efter den danska landstigningen vid Råå, hade ryttmästare Henrik Hammarberg ankommit till Stockholm och avgett sin rapport till defensionskommissionen. Denna gav genast order om att de helt nyuppsatta Kronobergs, Jönköpings, Kalmar, Östgöta och Södermanlands infanteriregementen, samt Smålands och Östgöta kavalleriregementen så fort som möjligt skulle göras redo att marschera ner mot Skåne och den avtalade mötesplatsen vid Loshult. Besked om ytterligare trupper i form av Upplands fyr- och femmänningsregemente till häst, Västmanlands infanteriregemente och Älvsborgs regemente nådde Stenbock den 6 december. Stenbock lämnade Ronneby och anlände den 21 januari i Växjö där de svenska trupperna hade börjat ansamlas. Dagligen lät man de oerfarna trupperna öva på isen på en frusen sjö utanför staden och snart fick soldaterna även uniformer hämtade ur militärförråden. Hästar och proviant hade också börjat samlas in från omgivningarna, även om kavalleriet kom att få klara sig med vanliga bondhästar.

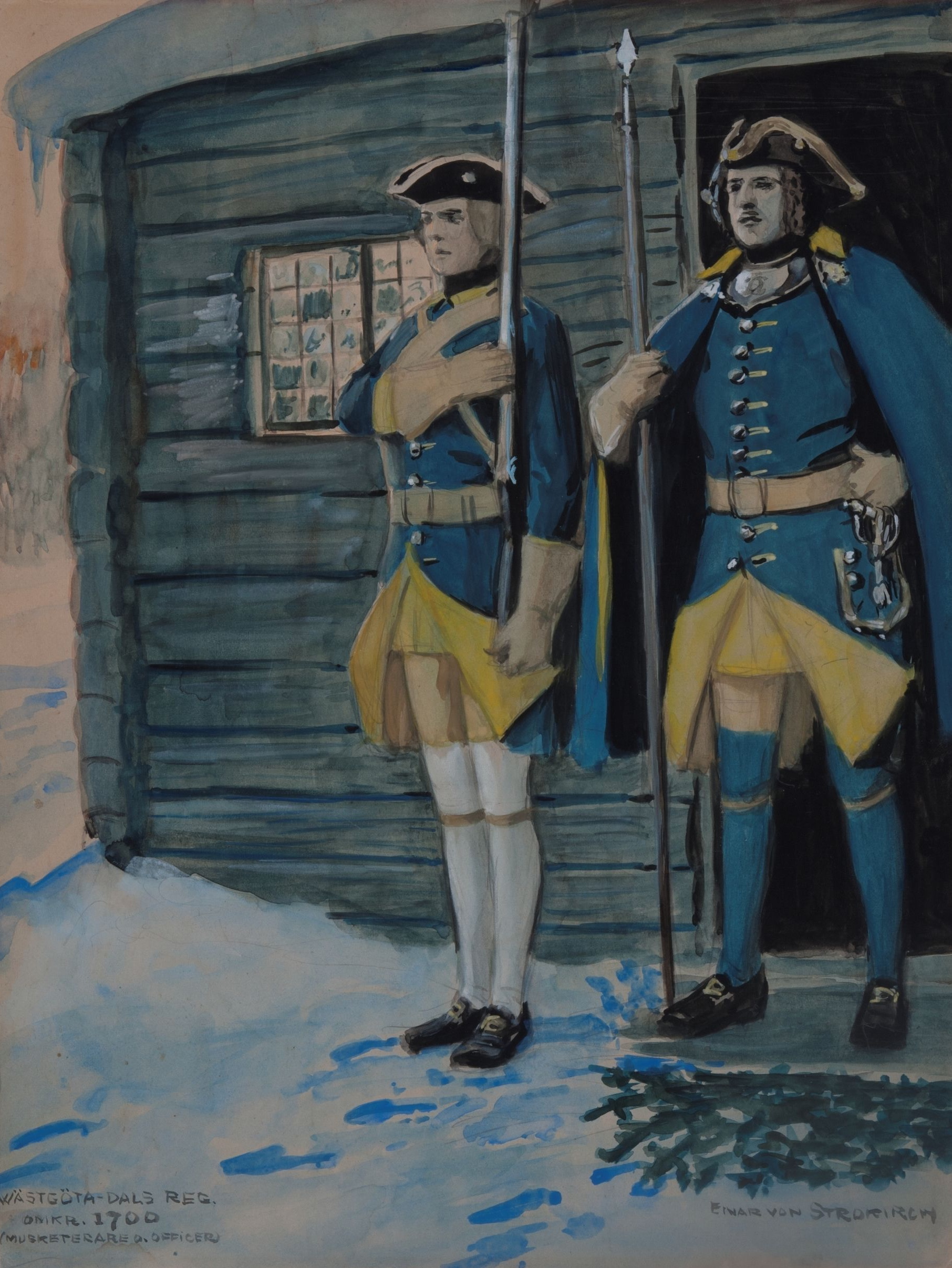
Karolinsk officer och soldat vid Västgöta-Dals regemente, cirka 1706. Teckning av Einar von Strokirch.

Defensionskommissionen kunde i januari skicka även Upplands regemente, Adelsfanan och Livregementet till häst till Stenbocks förfogande. Den myt som senare uppkom om "Måns Bocks getapojkar", där man föreställde sig hur den snabbt ihopskrapade armén bestod av dåligt utrustade bonddrängar, som slogs i trätofflor för att försvara landet mot den lede dansken var långt från sanningen. Rekryterna var friska och starka män mellan 20 och 30 år som tilldelats moderna skjutvapen. Dock fanns det en brist på värjor och endast pikenarna utrustades med sådana medan övriga tilldelades bajonetter att sätta på musköterna. Den snabbhet med vilken den nya armén sattes upp visade på indelningsverkets effektivitet.
När det kom till att hitta officerare till den nya armén hade flera pensionerade officerare tidigt anmält sig för tjänstgöring, bland annat överste Jacob Grundel, som utsågs till chef för Södermanlands infanteriregemente, och överste Lamoral van der Noth, som utsågs till chef för Upplands fyr- och femmänningsregemente. Dessutom dök flera veteraner från Karl XII:s armé i Poltava upp månaderna efter slaget då de antingen utväxlats eller flytt från krigsfångenskapen i Ryssland. Bland dessa kan man hitta generalmajor Johan August Meijerfeldt och artillerimajoren Carl Cronstedt, som båda kom att spela avgörande roller för utkomsten av kriget i Skåne. Meijerfeldt hade erbjudits platsen som generallöjtnant under Stenbock, men avstod på grund av ett inte helt läkt benbrott och tjänade istället som generalmajor i Stenbocks generalstab. Andra var överste Gustaf Adam Taube som befordrades till generalmajor och blev del av Stenbocks generalstab, samt Vilhelm Bennet som utsågs till chef för Upplands fyr- och femmänningsregemente till häst. I den svenska arméns generalstab ingick, förutom Meijerfeldt och Taube, generallöjtnant Jacob Burensköld, landshövding i Östergötland vilken Stenbock själv begärt från defensionskommissionen då de tjänat tillsammans i början av stora nordiska kriget i Kurland, och Magnus Palmqvist, som senast varit kommendant i Wismar.
Innan alla regementen hade hunnit sluta upp i Växjö bröt Stenbock den 31 januari upp och marscherade med en stor del av armén mot Osby. Anledningen var att trakten kring Växjö nästan var helt tömd på proviant och inte längre kunde försörja trupperna. Man behövde ta sig ner till det mer bördiga Skåne för att säkra tillgången på proviant. De förband som inte hunnit fram fick order om att följa efter. Den 3 februari anlände de första trupperna till Osby och Stenbock skickade genast ut trupper för att säkra broarna över Helgå å vid Hönjarum och Hasslaröd. Den 8 februari anlände generalmajor Christian Ludvig von Ascheberg med ytterligare trupper från Bohuslän och den 11 februari anlände Gyllenstierna med de tre kavalleriregementen som hade kvarstannat i Blekinge. Till slut hade Stenbock här samlat en styrka på 19 regementen och över 16 000 man.

### Danskt försök att uppehålla den svenska armén
Försörjningssituationen var kritisk för både den danska och den svenska armén. Den 3 februari nåddes Reventlow av beskedet att Stenbocks armé var i rörelse och dagen efter siktade en spaningspatrull de svenska vakttrupperna vid Hasslaröds bro. Målsättningen blev nu att förhindra att den svenska armén kunde rycka ner i det proviantrika Skåne och hålla emot till dess att förstärkningar skulle kunna komma från Norge eller Danmark. Reventlow placerade ut sina disponibla trupper i en linje som sträckte sig från Kristianstad i öster till Hässleholm och vidare till Herrevads kloster längst i väster. Den östra flanken skyddades på så sätt av Helge å medan den huvudsakliga västra flanken skyddades av Almaån och Finjasjön. I ryggen hade man Nävlingeåsen.

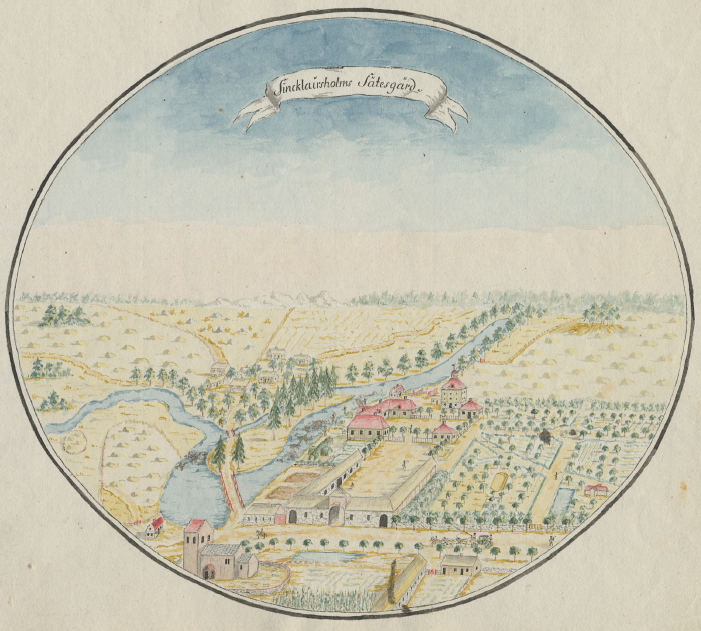
Sinclairsholms slott som det såg ut innan branden 1788.

Denna gång var det danskarnas tur att få sina väl lagda försvarsplaner kullkastade av kylan, då frosten fick de flesta vattendragen i trakten att frysa till is. Därför koncentrerade Reventlow istället sina trupper till en kortare linje söder om Almaån och de två arméerna stod nu omkring 23 km från varandra. Han gjorde även bedömningen att det skulle bli väldigt svårt för Stenbock att ta sin armé öster om Helge å då detta skulle bli en väldigt lång marsch där flera sjöar utgjorde naturliga hinder och flyttade därför den 6 februari sitt huvudkvarter till Sinclairsholms slott. Därifrån skickade han flera rekognosceringspatruller för att underrätta sig om de svenska truppförflyttningarna. När det stod klart att de svenska trupperna från Bohuslän inte var något hot mot Helsingborg, skickades Prinsen av Hessens regemente och Fynska infanteriregementet från sin position vid Ängelholm österut för att ansluta den danska huvudarmén. Med dessa förstärkningar disponerade Reventlow över runt 9 000 man. Några besked om ytterligare förstärkningar från Danmark eller Norge uteblev och den 8 februari skickade Reventlow ett skarpt formulerat brev till överkrigssekreterare von Lente där han skrev:
| ” | Hvis Kongen vil føre Krig, maa han strax tage mine Forslag under Overvejelse, og jeg maa snarest have Svar for at vide, hvad jeg har at holde mig til; thi jeg foreslaar ikke Kongen noget, med mindre jeg anser det for at være nødvendigt for hans Tjeneste. Støtter Kongen mig ikke, og meddeler han mig ikke strax, vad han anser för nyttigt, da skal jeg snart have den Ære at gøre ham min Opvartning i København. | „ |

Reventlows anmodan förmedlades något nedtonad till Fredrik IV av von Lente. Helt oväntat hade kungen vid detta tillfälle vaknat till liv och engagerade sig plötsligt väldigt mycket i den skånska kampanjen. Kungen meddelade att flottan hade fått order om att påbörja en blockad och bombardemang av Malmö från sjösidan. Förstärkningar skulle också ordnas fram, dels genom rytteriregementen från Själland, men kungen planerade även att så fort vädret tillät det låta flottan skeppa ner styrkorna i Norge och hämta trupper från Holstein. Det enda av detta som kom att bli av var att delar av Östsjälländska och Västsjälländska lantmiliserna skeppades över till Helsingborg i början av februari för att avlösa trupperna där.
Stenbock lade fram en fälttågsplan vars mål var att manövrera bort den danska armén från Skånes inre och tvinga dem tillbaka till Helsingborg. För att göra detta var han tvungen att röra sig söderut ner mot Kävlingeån och vidare till Malmö för att på så sätt säkra upp de sydskånska slätterna med deras rika tillgång på proviant. I Malmö fanns dessutom 20 kanoner som Stenbock desperat var i behov av. Om planen lyckades skulle den svenska armén erhålla ett stort förplägningsområde och dessutom stöd från fästningarna i Malmö och Landskrona. Stenbock påbörjade sin framryckning från Osby den 12 februari med armén uppdelad i två kolonner. Den östra rörde sig ner mot Glimminge, medan den västra marscherade mot Hästveda. Trupprörelserna var en skenmanöver från Stenbocks sida och en del i planen att få Reventlow att röra sig västerut mot Helsingborg för att öppna upp de södra slätterna.

### Träffningen vid Hästveda

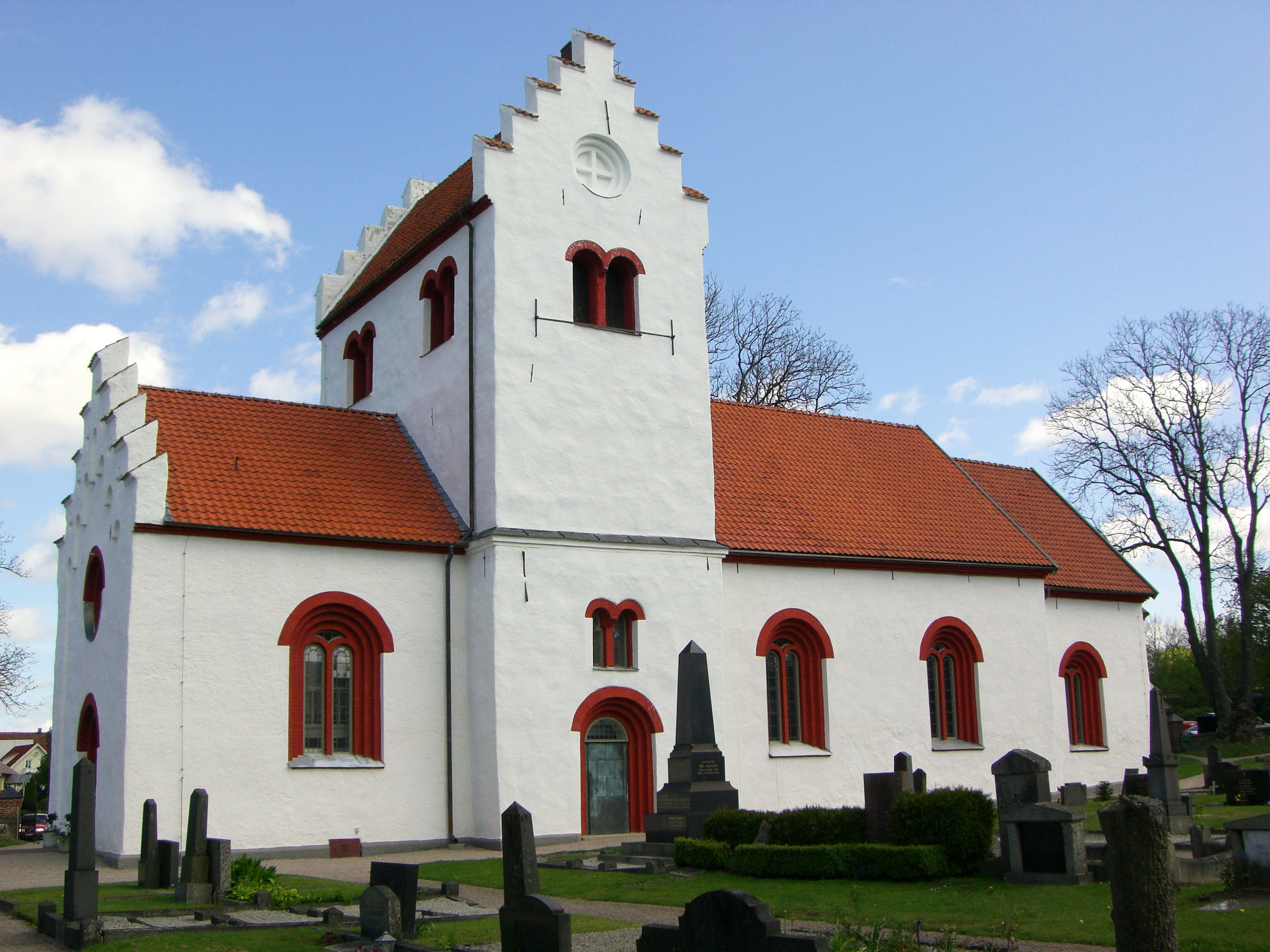
Hästveda kyrka, där de danska soldater som föll under träffningen vid Hästveda begravdes i en massgrav.

För att ta reda på vad den svenska armén hade för sig skickade Reventlow på morgonen den 12 februari en trupp på 200 dragoner under generallöjtnant Rantzau norrut från Sinclairsholm. Med sig hade han generalmajorerna Rodsteen och von Dewitz. Vid Hästveda påträffade rekognosceringstruppen en förtrupp till den svenska västra kolonnen om 30 man. Den lilla truppen tog till flykten och danskarna följde efter, men snart kunde de se hur den svenska huvudstyrkan närmade sig. En trupp på 50 man lämnades kvar för att sakta ner svenskarna. Vägen kantades med jämna intervall av vinkelräta stengärdesgårdar som vardera var försedda med grindar som skärmade av vägen. De avsuttna dragonerna barrikaderade den första grinden vid Bäckaröd så gott det gick och tog ställning bakom stengärdet på vardera sida grinden. 
Det första svenska regementet att nå fram var Östgöta kavalleriregemente följt av en skvadron på 300 ryttare från Västgöta kavalleriregemente. En eldstrid utbröt och de danska dragonerna drog sig tillbaka med de svenska styrkorna efter sig för att sedan ta skydd bakom nästa stengärde där de avlossade en salva och drog sig tillbaka till stengärdet där bakom. Detta fortsatte stengärde efter stengärde hela vägen till Rävninge. Striderna saktade ner de svenska styrkorna avsevärt, vilket gav de danska generalerna möjlighet att sätta sig i säkerhet då de annars var i verklig fara för att bli tillfångatagna. Under striderna stupade 13 danska dragoner medan 16 togs till fånga och därutöver tillfångatogs även truppens chef, överstelöjtnant Hans Henrik Bibow som fallit från sin häst under striderna.

### Ny dansk överbefälhavare
När Reventlow underrättades om striden och den svenska arméns förflyttning tolkade han det som att Stenbock planerade att marschera mot Kristianstad för att sedan anfalla den danska armén i ryggen. Den fortsatta frosten gjorde också att den danska armén inte kunde lita på vattendragen som skydd. För att inte blotta sig för ett anfall drog han därför tillbaka sina trupper till Vä och sedan till Västra Vram, där ett tillfälligt högkvarter etablerades. I stället för att dra sig mot Helsingborg som Stenbock hoppades på drog Reventlow sig alltså åt söder. Livgardet, som förlagt i Kristianstad, fick den 13 februari order om att lämna staden och återsluta sig till armén. Innan man lämnade staden meddelades borgarna att de skulle vara tvungna att betala en brandskatt på 9 000 riksdaler. Denna summa kunde staden inte frambringa, men danskarna gav staden en kredit och tog åtta av dess mest framstående borgare som gisslan: Anton Cortmejer, Paul Friis, Ludolph Plattfuss, Johan Wegman, Jöns Dunckler, Jöns Munck, Anders Munck och Jöns Kockum. Dessa kom att föras till Korsør på samma sätt som de borgare som tagits som gisslan från Karlshamn.

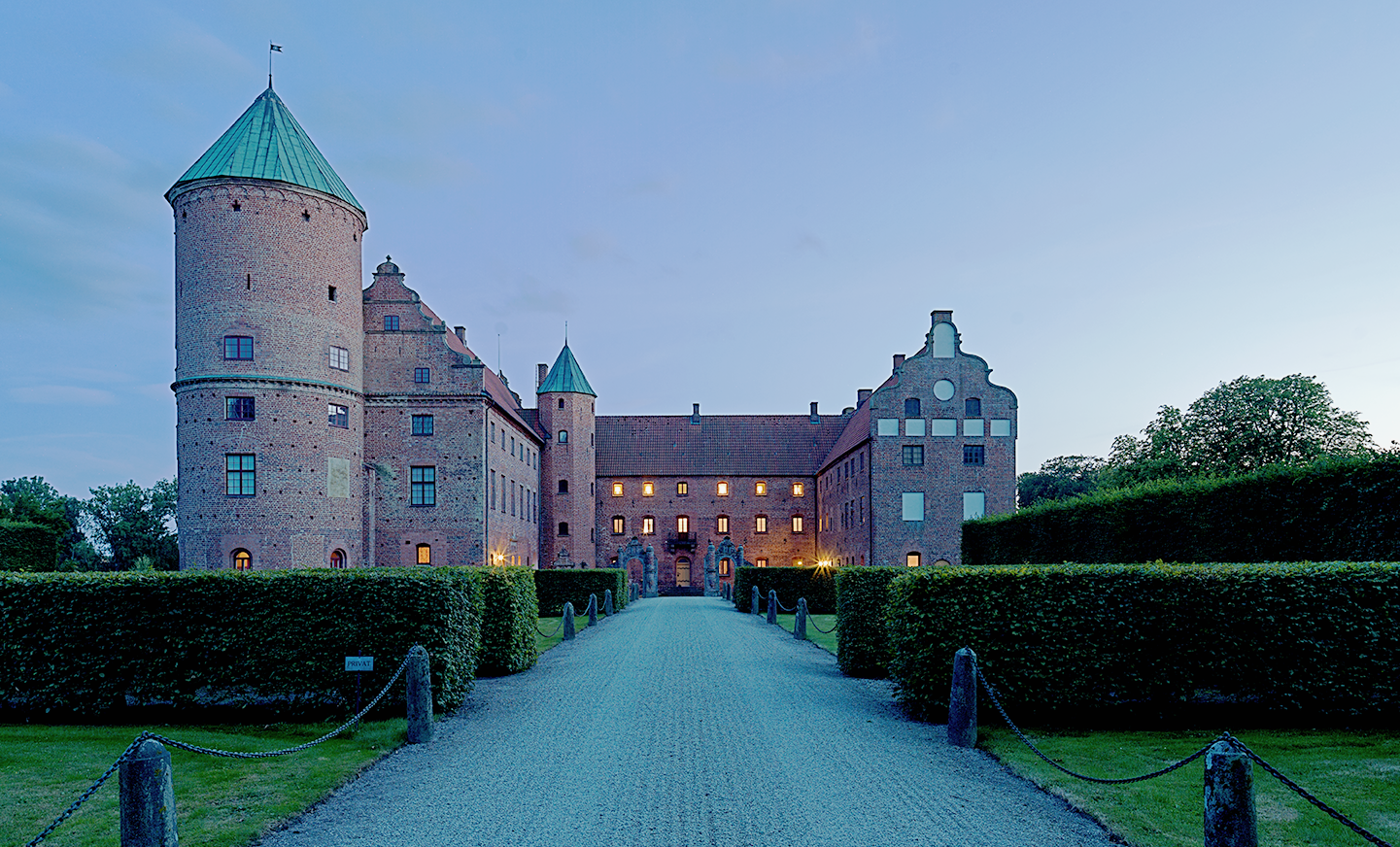
Skarhults slott hade bränts ner under Skånska kriget och var ännu till stor del en ruin 1710.

I Västra Vram höll Reventlow den 12 februari krigsråd med sina generaler. Reventlow förordade att skapa en ny försörjningslinje till Själland över Barsebäck där han hoppades kunna få förstärkningar och, om det värsta skulle inträffa, varifrån den danska armén skulle kunna skeppas hem igen. Reventlow ville också skapa en försvarslinje vid Lödde å och genom denna skära av Stenbock från Malmö och de sydskånska slätterna. På så sätt skulle han kunna tvinga Stenbock till drabbning i centrala Skåne, något som den svenska generalen helst ville undvika. Rantzau och von Dewitz ansåg att man skulle möta den svenska armén i ett avgörande slag så snart hela armén var samlad och hade fått tillräckliga förstärkningar och ville att man skulle gå mot Ystad, där det fanns gott om proviant. Rodsteen förordade att man skulle bryta belägringarna av Landskrona och Malmö och ställa sig i en linje längs Rönne å. Reventlow beslutade att följa sin egen intuition och armén beordrades att fortsätta över Linderödsåsen mot Skarhult söder om Eslöv.
Armén var framme den 16 februari och inkvarterades så att den var skyddad av Rönne å, vars kraftiga vattenflöde gjort att den inte frusit i kylan, och Ringsjön på vänsterflanken och Vombsjön och Lödde å på högerflanken. Den envisa förkylning som Reventlow lidit av under hela kampanjen blev under den nattliga förflyttningen ner till Skarhult ännu värre och natten till den 17 februari drabbades han av svåra ryggsmärtor och feber. På morgonen kunde han knappt röra sig och lät därför åderlåta sig, men då han inte blev bättre insåg han att han inte längre kunde utföra sin plikt som befälhavare för armén och sände samma dag ett brev till kungen där han meddelade sin avgång. Som sin ställföreträdare hade han utsett generallöjtnant Jørgen Rantzau.
| ” | Da Gud har hjemsøgt mig med en Sygdom og strakt mig paa Lejet, saa snart jeg kom hertil, saa at jeg ikke kan røre mig, hvilket rejser sig af en Førkølelse, som jag erhververt mig paa en natlig Marsche, saa kan jeg for Tiden ikke gøre Tjeneste [...] Kommandoen er overgiven til Generalløjtnant Rantzau. | „ |

De ytterligare förstärkningar kungen utlovat hade fortfarande inte setts till. De hade uppenbarligen blivit försenade på grund av sådana bagatellartade detaljer som att regementenas igenkänningsfärger på foder och uppslag inte hade rätt nyans. Reventlow skickade återigen ett syrligt brev till kungen där han försäkrade om att det i stridens hetta inte har någon betydelse om vapenrocken har en mörkare blå eller ljusare blå nyans. Reventlow inkvarterades efter sjukdomsutbrottet i Lund för att där få vård.

## Återtåget till Helsingborg
Efter träffningen vid Hästveda rörde Stenbock sig den 14 februari mot Vankiva vid dagens Hässleholm med avsikten att säkra det strategiskt viktiga Möllerödspasset. Målsättningen var nu att röra sig ner till mitten av Skåne för att skära av den danska arméns förbindelse med Helsingborg. Vid Vankiva slog armén läger och armén fick ett drygt dygns vila medan Stenbock skickade iväg Gyllenstierna med 1 000 man västerut för att säkra så många broar som möjligt på väg till Rönne å. Man lyckades säkra bron vid Riseberga och en spaningsstyrka skickades till Hasslebro vid Stockamöllan där huvudvägen mellan Kristianstad och Helsingborg korsade Rönne å. Då danskarna hade sparat bron för att behålla sina kommunikationer österut fann man den oskadd, men efter rykten om att den danska armén var på väg beordrade befälet för spaningsstyrkan att bron skulle rivas.

### Träffningen vid Bosarp och Gullarp
Den 16 februari bröt armén upp och rörde sig söderut. De svenska trupperna var i akut behov av proviant. Enligt Stenbock hade manskapet inte fått bröd på fyra dagar och både soldater och hästar började kuva under av hunger. Vid beskedet om att Hasslebro hade förstörts gjordes halt vid Norra Rörum den 17 februari. Senare inkom rapporter från spaningspatruller att de siktat danska trupper på andra sidan av Rönne å. Trupperna de sett kom från Bülows ungerska dragonregementet, vilka tillsammans med Tredje själländska kavalleriregementet och Själlands lantdragonregemente låg utplacerade längst åt norr, ohållbart långt från den danska huvudstyrkan. Stenbock såg en möjlighet att överrumpla dessa och utarbetade en plan som innebar att Jacob Burensköld skulle säkra Forestads bro och korsa Rönne å med en mindre styrka, antingen över bron eller vid det kända vadstället, för att angripa danskarna i ryggen medan Stenbock själv anföll vid Hasslebro.
Stenbock skickade bud till Burensköld om sin plan, men på grund av kommunikationsproblem missförstod denne Stenbocks order och när anfallet skulle utföras stod han kvar på östra sidan om Rönne å. När Stenbock på morgonen den 18 februari trots den förstörda bron vid Hasslebro lyckades korsa ån med Upplands fyr- och femmänningsregemente till häst fann han därför inga trupper från Burensköld. Istället träffade han på Bülows ungerska dragoner under befäl av överstelöjtnant Magnus Ernst von Prehn. Den danska generalstaben, medvetna om att Stenbock närmade sig och de tre nordligt placerade ryttarregementenas utsatthet, hade natten innan gett order om att dessa skulle röra sig längre söderut. När Stenbock väl utförde sitt anfall hade de ungerska dragonerna ännu inte hunnit bege sig, men de hann se hur svenskarna korsade Rönne å och begav sig då snabbt söderut. En skvadron på 300 svenska ryttare satte efter dem ner mot Bosarp.
Vid Bosarp stod Tredje själländska kavalleriregementet och gjorde sig klart för avmarsch och deras befälhavare, överste Hans Frederik Leegel, kunde se de rödklädda ungerska dragonerna komma ridande efterföljda av blåklädda ryttare. Först antog han att dessa var Själlands lantdragonregemente, då de också bar blå uniformer, men snart insåg han att det var svenskar och beordrade sina trupper att anfalla för att skydda de danska ryttarna. På håll kunde Stenbock uppfatta faran och tog personligen befälet över de resterande delarna av Upplands fyr- och femmänningsregemente till häst för att anfalla Leegels regemente i ryggen. När Leegel såg Stenbocks trupper avbröt han sitt anfall och drog sig tillbaka österut, men hanns upp av svenskarna och lyckades endast efter svåra strider och stora förluster ta sig tillbaka till det danska högkvarteret, mycket tack vare mörkrets inbrott som fick svenskarna att avbryta sin jakt. De ungerska dragonerna jagades till Gullarps kyrka, där överstelöjtnant Prehn beordrade en del av sitt regemente att sitta av och ta täckning bakom kyrkogårdsmuren, medan resterande del tog ställning i skydd av kyrkan. När de svenska ryttarna anlände avlossade de avsuttna dragonerna en muskötsalva varefter de beridna trupperna gick till anfall. Sex svenska ryttare dödades och sex sårades och togs till fånga, medan resten av de jagande trupperna drevs tillbaka.

### Danskt beslut om taktisk reträtt

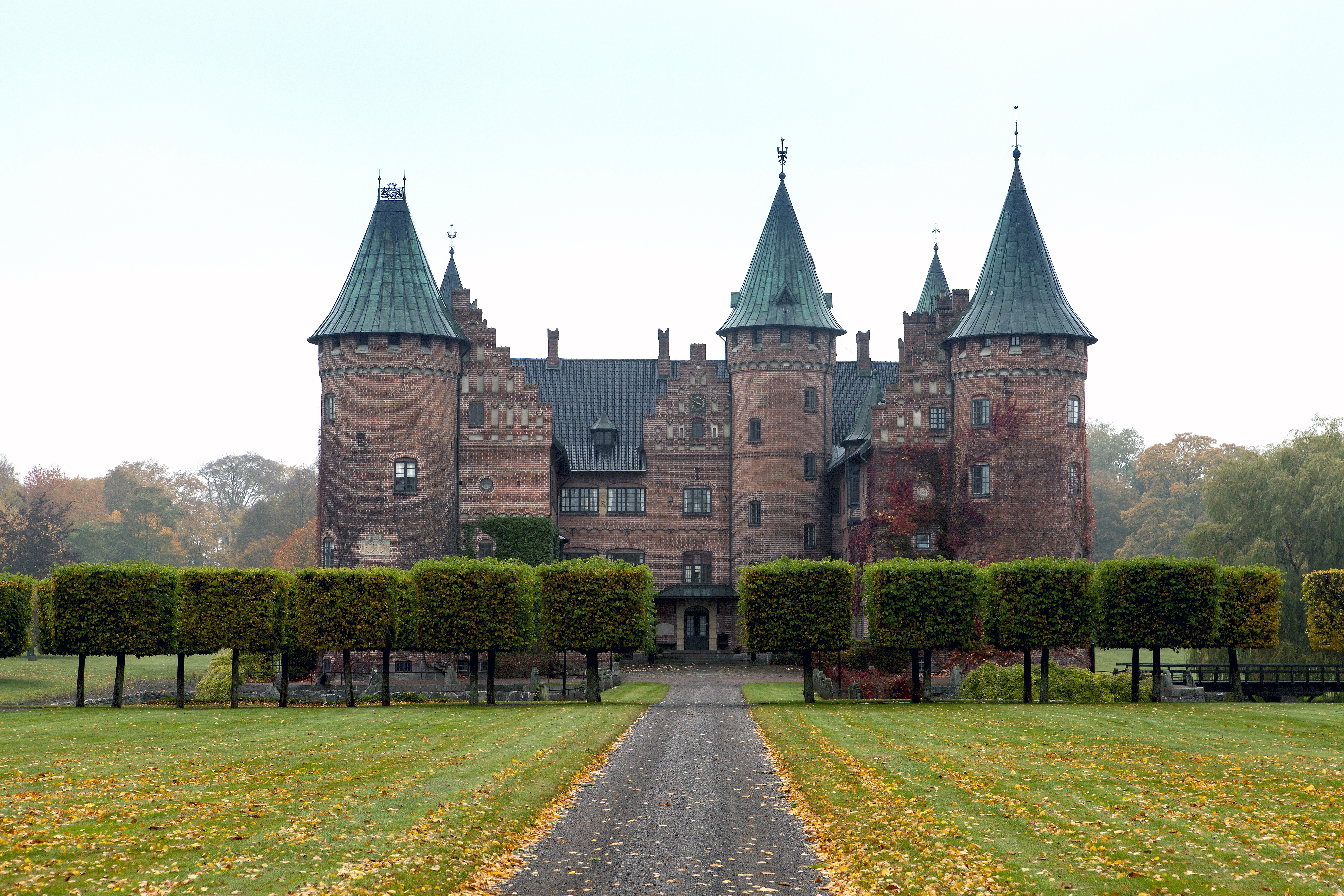
Trolleholms slott, då kallat Eriksholm. Även detta slott hade bränts ner under Skånska kriget och var vid tidpunkten för fälttåget en ruin.

Under tiden som ryttarstriderna pågick hade en provisorisk bro över ån uppförts vid Hasslebro och det svenska infanteriet hade under dagen börjat korsa över. Senare anslöt även Burensköld till huvudarmén då han slutligen lyckats korsa ån vid Forestad med sina trupper. Armén återsamlades vid Eriksholm (nuvarande Trolleholm), där de uttröttade ryttarna och deras hästar fick vila ut efter en lång dag. Rantzau hade meddelats om att svenskarna korsat Rönne å och skickade en kurir till Köpenhamn för att rådfråga kungen om vad han skulle göra. Under tiden fortsatte han enligt Reventlows ursprungliga plan att söka drabbning så fort som möjligt i centrala Skåne och han letade en lämplig position att möta svenskarna på söder om Eslöv. Han lät också säkra ställningen vid Getinge bro över Kävlingeån och generaladjutant Huitfeldt skickades för att beordra generalmajor Brockdorff att bryta belägringen och ansluta sina trupper till huvudarmén. Brockdorff hade samtidigt fått order från kungen att förstärka belägringen av Malmö, som gett besked om att en bataljon ur Viborg-lolländska lantmilisregementet hade skickats som förstärkning. Brockdorff valde att följa Rantzaus order och drog sig mot Skarhult. Under natten skickades den sängliggande Reventlow för säkerhets skull från Lund till Helsingborg.
På morgonen den 19 februari ställde sig den danska armén i slagordning i öst-västlig riktning vid den utvalda platsen mellan byarna Roslöv och Skreglinge söder om Skarhult, men några svenska trupper dök inte upp. Vid middagstid kallade Rantzau sina befälhavare till krigsråd. I och med den svenska positionen hade oron att Stenbock planerade att skära av de danska försörjningslinjerna från Helsingborg ökat. Rantzau, som tillsammans med von Dewitz tidigare hade förordat ett avgörande slag så fort som möjligt, sällade sig nu till den majoritet av staben som ansåg att man skulle dra sig tillbaka till Helsingborg. Den danska armén bröt upp och förflyttade sig österut med målet att ta sig till Annelöv. Trupperna som belägrade Landskrona fick också order om att avbryta sin inneslutning och förena sig med huvudarmén. Den danska armén hann under dagen endast till Stora Harrie norr om Kävlinge där man inför natten åter ställde upp sig i slagordning.
Men frem for alt maa Du se til, at Helsingborg bliver vel beskyttet, og Vore daværende Magasiner ikke tages eller ødelægges; man maa frygte, at Du, hvis Du marscherer til Ystad, fjærner Dig for langt fra Helsingborg, og derved maaske desuden vil den Hjælp, som bliver sendt over til Dig, ikke kunde forene sig med Dig ved Ystad.
På kvällen återkom kuriren från Köpenhamn med en skrivelse från Fredrik IV undertecknad den 18 februari med svar på Rantzaus förfrågan. I denna godkände kungen Rantzaus utnämning till ny befälhavare och gav sitt tillstånd för armén att möta svenskarna i ett avgörande slag. Han varnade också för att armén inte skulle dra sig för långt från Helsingborg, då Stenbock riskerar kunna skära av denna från stadens proviantförråd och de nya förstärkningarna. I samma skrivelse uppmanade kungen också befälhavarna att välja terrängen för slaget med stor noggrannhet då det svenska kavalleriet var starkare än det danska. Beskedet från kungen sågs av den danska arméledningen som en bekräftelse av beslutet att dra sig mot Helsingborg.
Stenbock nåddes på kvällen den 19 februari av beskedet om den danska arméns läge vid Stora Harrie, knappt en mil söder om Eriksholm. Då Stenbock var osäker på om den danska armén var på väg mot Helsingborg eller planerade anfalla hans position gav han order till armén att ställa sig i slagordning. Ett krigsråd sammankallades klockan tre på morgonen där det beslutades att det var dags att möta den danska armén i ett avgörande slag så fort som möjligt och armén sattes i rörelse. På morgonen den 20 inkom underrättelser om att den danska armén redan avmarscherat och rörde sig mot Landskrona. Den synbara danska tillbakaryckningen till Helsingborg mottogs med glädje och förvåning av Stenbock eftersom danskarna hade gett honom fri lejd till södra Skåne. I en försändelse till Karl XII hade Stenbock skrivit att han inte vågat skära av den danska arméns från Helsingborg på grund av "om på den händelse fienden ej hade satt sig bakom Kjeflinge bro och således sökt evitera all combat och att blifva mästare af slätten, hvarigenom hela mitt propos hade studsat". Danskarna hade alltså genom att dra sig tillbaka till Helsingborg spelat Stenbock i händerna.

### Träffningen vid Norra Möinge
På morgonen den 20 februari bröt den danska armén upp från Stora Harrie och marscherade norrut i vinterkylan. Omkring klockan 11 passerade de Annelöv med målet att ta sig över Braån vid bron vid Norra Möinge (mellan Asmundtorp och Billeberga). Stenbock såg en möjlighet att trakassera den danska armén då den skulle vara sårbar medan den korsade bron, kanske till och med få den att helt stanna upp. Han skickade tidigt på morgonen ut överste Vilhelm Bennet med de mest utvilade kavalleriförbanden för att bita den danska armén i hälarna medan huvudarmén sattes i marsch efter.
Den danska armén hade på eftermiddagen nått fram till bron vid Norra Möinge och påbörjat överfarten av sina trupper. Generalmajor Rodsteen var chef för det danska arriärgardet (eftertruppen) och ansvarade som sådan för försvaret av bron. Längst bak gick Livregementets dragoner under befäl av generalmajor Brockdorff. Denna påträffades av Bennets trupper längs vägen och strider utbröt. Brockdorffs dragoner satt av och tog skydd bakom de pilevallar som genombröt landskapet. Generaladjutant Huitfeldt, som ridit med Brockdorffs trupp, skickades till Rantzau med besked om striderna. Där fick Huitfledt instruktioner om att rida till Rodsteen och beordra honom att ställa upp sina trupper till försvar på norra sidan av Braån. Rodsteen körde fram fältkanonerna och beordrade sin styrka på 400 man från Själländska lantdragonregementet att förskansa sig medan han även skickade ut spanare för att underrätta sig om var den svenska huvudarmén var. 
Efter att ha sakta stridit sig fram från pilevall till pilevall medan de danska dragonerna taktiskt drog sig tillbaka nådde Bennets trupper vid solnedgången fram till bron. Vid denna tidpunkt hade nästan hela den danska armén hunnit passera över bron, så när som på delar av trossen och en liten trupp dragoner, och de svenska trupperna lyckades erövra flera bagage- och proviantvagnar och tillfångata de danska trupperna. Danskarna på andra sidan ån öppnade eld med fältartilleriet och de svenska ryttarna tog skydd på södra sidan i väntan på att resten av armén skulle anlända. När mörkret fallit på utan att den svenska huvudstyrkan dykt upp valde Bennet att dra tillbaka sina trupper. Rantzau beordrade vid 18-tiden generalmajor von Eickstedt att ta infanteriet och artilleriet och marschera till Råå. Vid klockan ett på natten drog sedan även Rantzau sig med kavalleriet mot Råå, men lämnade kvar en eftertrupp på 200 man som fortsatte beskjuta de svenska posteringarna under natten. Inte förrän klockan tre drog även denna sig tillbaka.

### Återkomsten till Råå och Helsingborg
Natten till den 21 februari anlände Rantzau med sin armé till Råå och därigenom var den danska armén efter fyra månader tillbaka vid landstigningsplatsen. Armén var helt utmattad då detta var tredje natten i rad utan vila och till råga på allt hade trossen skickats i förväg till Helsingborg vilket innebar att man saknade tält när man slog läger. Fälttåget hade slitit hårt på armén och över tusen av de danska soldaterna fick skeppas över till Helsingör för vård så fort som möjligt. På förmiddagen ställdes armén upp i slagordning i en linje från bron över Råån till Glumslöv för att vara redo för ett eventuellt svenskt anfall. Rapporter från rekognosceringspatruller berättade dock snart att den svenska armén inte hade förföljt danska armén mot Helsingborg.

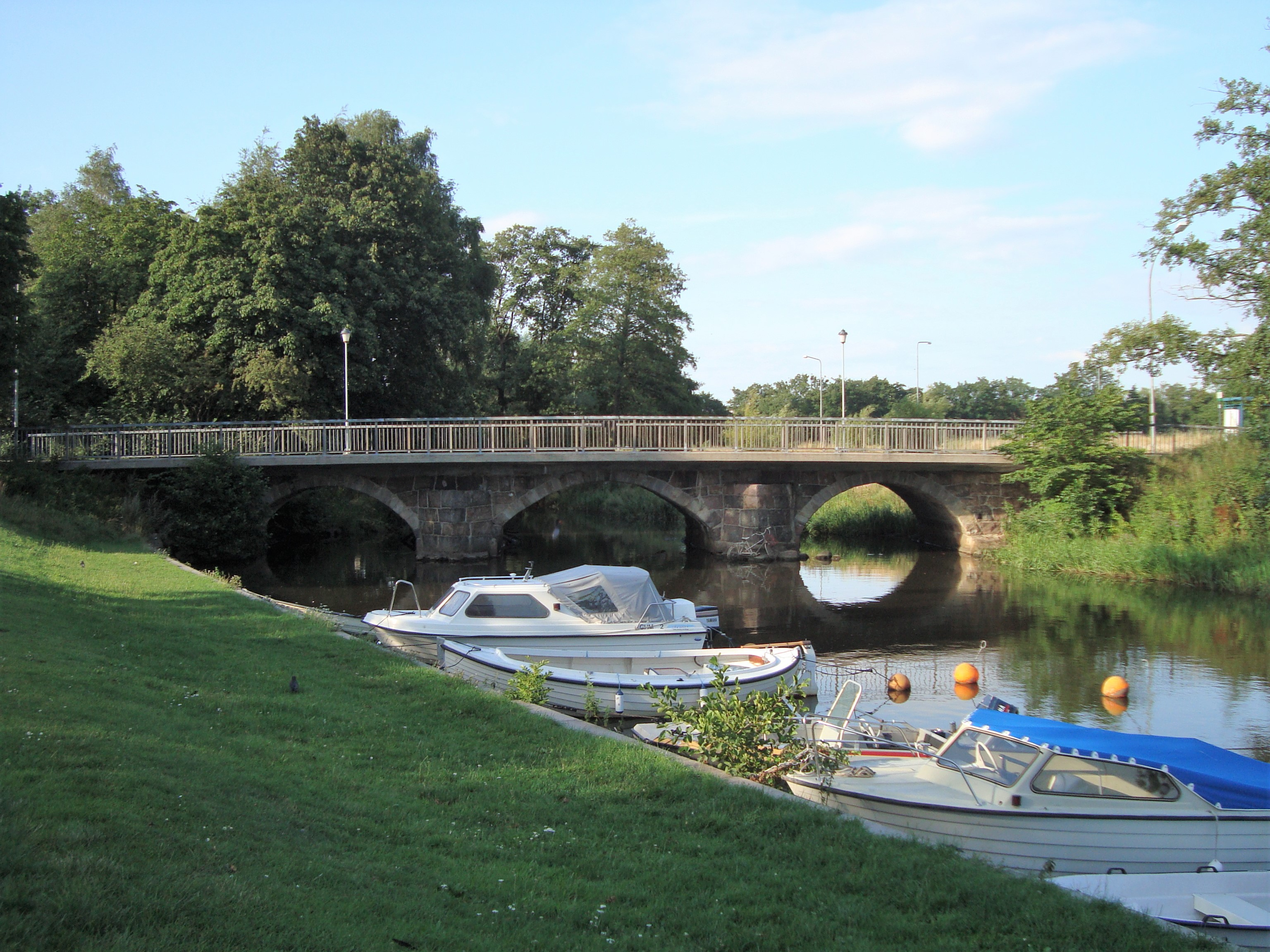
Bron över ån Råån nära Helsingborg dit den danska armén hade tagit sin tillflykt.

Den utökade tidsfristen utnyttjade Rantzau genom att hålla krigsråd där man noga valde ut arméns positioner med hänsyn till terrängen. Att armén skulle placeras i nära anknytning till Helsingborg stod klart, men var en sådan ställning i relation till staden var bäst kunde diskuteras. Generalmajor Ditlev Brockdorff förespråkade att armén skulle ställa sig med ena flanken vid resterna av de gamla befästningarna (vid nuvarande lasarettet), för att sedan sträcka sig över Bollbrolyckan ner till stranden. Efter en inspektion av terrängen drog Rantzau slutsatsen att detta läge skulle bli alltför trångt och svårmanövrerat och förslog vid ett nytt krigsråd att armén skulle ställas i linje på den öppna slätten bakom mossen mellan Kropp och Välluv för att därigenom ha större manöverutrymme. De danska befälhavarna fruktade att en ställning så långt från Helsingborg skulle försvåra försörjningen av armén och föreslog att man istället placera armén närmare staden, på höjderna utanför befästningsverken. Rantzau godtog förslaget och den 23 februari slog den danska hären läger nordöst om staden, tvärs över landsvägen mot Ängelholm, mellan Ringstorpshöjden och Fredriksdal.
Samma dag anlände oväntat Fredrik IV till Helsingborg för att bese arméns förberedelser. Där höll han en timmes möte bakom stängda dörrar med den sjuke Reventlow och red därefter ut för att inspektera de danska ställningarna. Nöjd med vad han såg återvände han följande dag till Köpenhamn, men innan han reste såg han till att förse Rantzau med ytterligare förstärkningar. Mellan den 25 och 27 februari anlände Första fynska kavalleriregementet och Gardet till häst i omgångar från Danmark. Eventuella hopp om att Reventlow skulle hinna friskna till innan avgörandet tynade allt eftersom bort, och generalen skeppades över till Helsingör den 26 februari.

### Den svenska marschen mot Helsingborg
Efter den danska arméns tillbakadragande valde Stenbock att låta sina utmattade trupper vila ut och armén inkvarterades i Västra Karaby, Norrvidinge och Skrävlinge där de äntligen kunde återhämta sig och få en mindre mängd mat. När det stod klart att danskarna hade övergett belägringen av Malmö red Stenbock genast dit för att hämta de 20 kanoner som stått där och väntat tillsammans ett stort förråd av proviant. Där återförenades han även med sin familj. Efter några dagars vila bröt den svenska armén den 26 februari upp från sina lägerplatser och marscherade norrut och korsade Råån vid Tågarp varefter man fortsatte till Gedsholm och Hässlunda. Här stannade man för natten och Stenbock inkvarterade sig på Gedsholms herrgård. För att underrätta sig om svenskarnas position skickade Rantzau ut spaningspatruller i flera olika riktningar: Ramlösa, Hässlunda, Filborna, Kropps socken och Pålsjö. Truppen från Hässlunda kunde rapportera att de där siktat lägereldar, vilket innebar att svenskarna korsat Råån.
På morgonen den 27 februari var Stenbocks plan att vända västerut för att anfalla den danska armén från öster, mellan Välluv och Kropp, på grund av terrängens försvarsmöjligheter. När besked kom att det inte stod någon dansk armé vid denna plats valde han på grund av terrängens svårframkomlighet att istället marschera ytterligare norrut mot Kropp och Fleninge nordost om Helsingborg. Stenbock hade därefter föredragit att fortsätta mot Helsingborg och gå till anfall direkt, men avstod eftersom det var söndag. Istället slog armén läger för natten och Stenbock etablerade sitt högkvarter i Hjälmshults kungsgård några kilometer västerut. Då trossen hade hamnat på efterkälken tvingades de svenska trupperna att sova utan tält genom den regniga och vindpinade natten.
Efter kvällens vila under bar himmel var den svenska armén klockan två natten till den 28 februari marschfärdig och formerades i fem kolonner med artilleriet i mitten omgivet på båda sidor av infanteriet och med kavalleriet på flankerna. Stenbock utgick från att den danska armén skulle stå i slagordning tvärs över den nordostliga landsvägen mellan Brohuset och Väla. Han valde därför att, istället för att marschera längs landsvägen in mot Helsingborg, låta armén röra sig åt väster mot Allerum, för att sedan svänga söderut mot Pilshult. Den landsväg armén färdades på var så smal att endast artilleriet kunde utnyttja den vilket innebar att infanteriet och kavalleriet tvingades marschera genom den täta skog som gick ända fram till vägkanten.

## Slaget vid Helsingborg

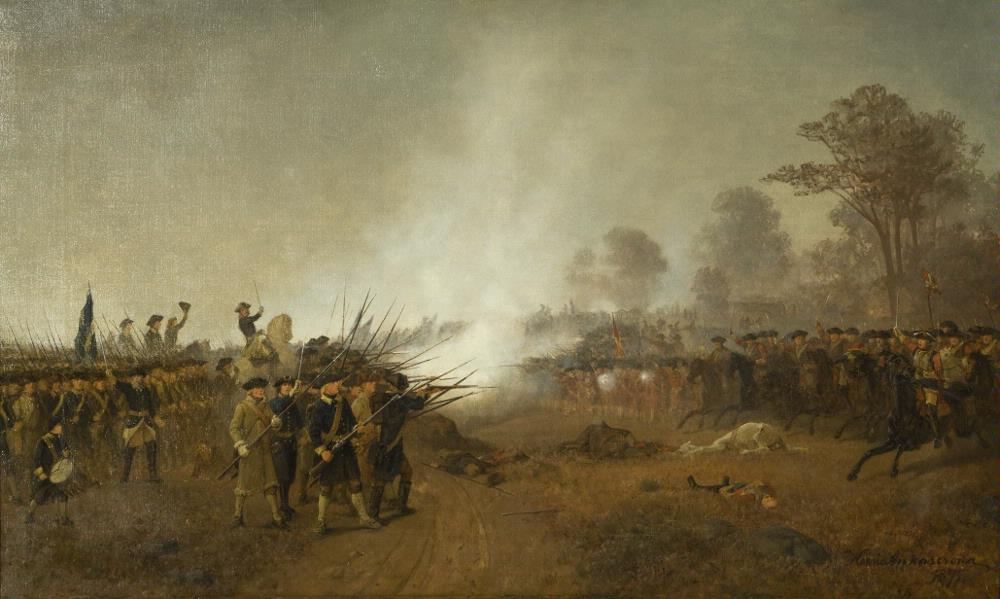
Stenbocks getapojkar vid Helsingborg 1710. Målning av Henric Ankarcrona.

När solen började gå upp på morgonen den 28 februari föll en tät dimma över hela området. Rantzau red klockan sex på morgonen ut med sina generaler för att rekognoscera och konstaterade att dimman var så tät att han inte kunde se tre hästlängder framför sig. Tillsammans med generaliteten nådde han slutsatsen att de svenska styrkorna omöjligen kunde förflytta sig i så dålig sikt och att ett anfall troligen inte skulle ske förrän om flera timmar. Klockan tio på förmiddagen började dimman lätta och de danska spejarna kunde då se de första svenska trupperna marschera fram genom skogen vid Pilshult. Tidigare underrättelser hade gjort givande att den svenska armén låg nordost om staden och den danska stridsledningen hade antagit det som mest troligt att den svenska armén skulle komma längs landsvägen från nordost. Att den svenska armén kom marscherande rakt norrifrån kom därför som en stor överraskning. Den danska armén ryckte ut och klockan elva stod den uppställd och klar för strid. Även Stenbock överraskades när han såg att den danska positionen var mycket mer fördelaktig än han tänkt då den stod närmre Helsingborg med vänstra flanken väl skyddad på Ringstorpshöjden och centern skyddad av svagt frusna kärr.

### De första truppförflyttningarna

Inledande skedet av slaget. Danska armén har ställt upp sig mot Ängelholmsvägen, där de tror svenskarna ska komma ifrån. Istället kommer Stenbock från norr, längs Kullavägen.

Då den svenska armén kom från en mer nordlig riktning än Rantzau väntat sig och dess högra flank sträckte sig ner till Pålsjö, antog han att det svenska huvudangreppet skulle ske mot hans vänstra flank. Rantzau gav därför order om att två infanteribataljoner skulle förflyttas från andra linjen i centern till vänstra flygeln för att förstärka artilleriställningen på Ringstorpshöjden. Medan den svenska armén fortfarande formerade sig påbörjade de danska kanonerna på Ringstorpshöjden vid klockan halv tolv sin beskjutning. Stenbock såg att den danska positionen på Ringstorpshöjden var alltför stark för att gå till direkt angrepp och beordrade därför hela armén att göra en rörelse österut. Han började även vrida armén något söderut med målet att så småningom kunna stå parallellt med den danska linjen och möjliggöra en utflankering av den danska högra flygeln. Stenbock gav order till Burenskiöld att bege sig med sina kavalleriregementen fram mot Brohuset och Filborna för att säkra vänsterflanken. Den svenska centern utvecklade sig samtidigt över våtmarkerna norr om landsvägen och började sakta rycka fram under ständig kanoneld med cheferna till häst framför linjerna.
Rantzau satt till häst framför den danska centern och iakttog de svenska trupprörelserna. När han såg hur armén rörde sig österut insåg han att det svenska huvudanfallet inte skulle ske vid Ringstorpshöjden utan att Stenbock sökte drabbning över hela slaglinjen. Det stod också klart att den svenska vänsterflygelns framryckning mot Brohuset hotade att utflankera den danska högerflygeln. Rantzau var väl medveten om att hans flyglar var svagare än sina svenska motsvarigheter på grund av det danska kavalleriets numerära underläge. Han beordrade genast Rodsteen matt han skulle förflytta sina trupper på högerflygeln mot Filborna för att möta den svenska kavalleristyrkan.
I denna stund gjorde sig Rantzaus ovana som härförare påmind, då han förbisåg att sända bud till resten av sina generaler om att denna förflyttning endast gällde högra flygeln. När Rodsteen påbörjade sin framryckning mot Filborna skapade detta en stor lucka mellan centern och högerflygeln, vilken snart var en kilometer stor. Luckan i linjen gjorde chefen för den danska centern, von Eickstedt, orolig och han gav därför på eget initiativ order om en generell framryckning och rörelse åt höger av den danska centern. Då den danska vänsterflygeln på Ringstorpshöjden däremot höll sina ställningar började den danska armén att töjas ut och vred sig till att stå längs med landsvägen åt nordost.

### Ryttarstriderna vid Brohuset

Den danska armén har vridit sig mot nord och förstärkt i väster för att skydda sitt artilleri på Ringstorpshöjden. Den första kontakten mellan parterna sker mellan kavalleristyrkor vid Brohuset.

Strax efter klockan tolv hade Burenskiöld tagit fram sig till Brohuset och ställde upp sina trupper i formation vid en lång stengärdesgård som avskilde Brohuset från Filborna. Rodsteen hade vid ungefär samma tid nått Filborna och ryckte därefter fram mot Brohuset, där de svenska trupperna höll på att formera sig. Rodsteen avancerade och började ta ställning vid en 150 meter bred lucka mellan en stengärdesgård och ett moras, nu mycket nära de svenska trupperna. Burenskiöld kunde inte tillåta det danska kavalleriet att stänga öppningen mot Filborna och så fort han såg det danska kavalleriet rusa fram från höjden beordrade han sina tillgängliga trupper att gå till motanfall.
När Rantzau nådde fram till Filborna övertog han befälet över de danska kavalleristyrkorna under anfallet. Hans långa vana av att leda kavallerianfall tog i denna stund överhanden, då han som överbefälhavare istället borde ha stannat kvar vid centern för att hålla uppsikt över hela sin här. Det svenska kavalleriet drabbade snart samman med den danska fronten, ledd av Livgardet till häst. De numerärt överlägsna danska trupperna tryckte dock snart tillbaka svenskarna mot stengärdesgården. Under stridens togs Burenskiöld till fånga och fördes till Helsingborg. De svenska trupperna skingrades och retirerade, men många fastnade vid ett grindhål i gärdesgården och stacks i trängseln ner av de förföljande själländska lantdragonerna. Total förlorade svenskarna under denna del av slaget 147 man i stupade och 401 man i sårade.
Den svenska vänsterflygelns resterande trupper började efter hand anlända till platsen och generalmajor Göran Gyllenstierna lyckades samla ihop de flyende resterna av Västgöta och Östgöta kavalleriregementen och begav sig sedan genast in i striden med sina trupper. Under tiden hade Stenbock stått vid centern och sett hur de svenska trupperna tryckts tillbaka. För att stärka upp vänsterflanken beordrade han befälhavaren för andra linjen på högerflygeln, överste Carl Gustaf Dücker, skulle ta 1 200 trupper och rida bort till Brohuset. När Rantzau såg att allt fler svenska regementen började ansluta sig återsamlade han sina trupper och beordrade anfall. Den första danska anfallsvågen lyckades åter trycka tillbaka de svenska trupperna, men efter hand som att allt fler svenska regementen började ansluta sig till striderna stannades framryckningen av och striderna blev allt mer desperata. Bud skickades till von Dewitz på den danska vänsterflygeln med anhållan om förstärkningar och han skickade över 600 ryttare till högerflygeln.
I de hårda striderna skadades danska Livgardets chef svårt och både Livregementets dragoners och Själländska lantdragonregementets chefer stupade under de hårda stridigheterna. Generaladjutant Bildstein lyckades samla ihop en trupp flyende svenska ryttare, vända dem till anfall och överraskade Livregementets dragoner i flanken. Ytterligare svenska trupper anslöt och regementet började ta till flykten. Vid den tidpunkten ankom ännu fler svenska trupper och anföll resten av det danska kavalleriet i flanken som även det började retirera. Rantzau lyckades stanna upp en del av de flyende trupperna och samlade dem till ett motanfall, men blev under handgemänget skjuten genom skuldran och bröstet av en svensk fänrik. Den danska högerflygeln var dock redan bruten och flykten mot Helsingborg gick inte att hindra.

### Centerns sammandrabbning vid Berga

Slutskedet av slaget. De danska flyglarna har kollapsat och flyr mot Helsingborg. Centern håller emot med hjälp av elitstyrkorna Gardet och Grenadjärskåren på flankerna för att understödja reträtten.

Ungefär samtidigt som den andra ryttarstriden närmade sig sin början vid Brohuset började de två arméernas centrar närma sig varandra. Den danska positionen stod högre än den svenska och var väl skyddad bakom spanska ryttare som medtagits under framryckningen. Den svenska centern rörde sig så fort det över huvud taget gick över de frusna våtmarkerna men terrängen gjorde dock att avancemanget gick långsamt och under tiden fortsatte beskjutningen från det danska artilleriet. De svenska regementskanonerna hade stora svårigheter att ta sig fram genom morasen och flera gånger tvingades den svenska frammarschen stannas av i väntan på att artilleriet skulle kunna medföras.
Den första infanterisammandrabbningen skedde vid östra delen, mellan Smålands och Upplands femmänningsregementen, samt Sachsiska regementet på svenska sidan, och Livgardet till fots och Drottningens livregemente på den danska. När de svenska regementena kom inom 10 till 15 meter från den danska linjen avfyrades massiva salvor av druvhagel- och karteschladdningar från regementskanonerna samtidigt som infanteriet unisont avfyrade sina vapen. Strax efter föll det svenska infanteriet in mot danskarna med pikar och blanka vapen. Drottningens regemente drabbades särskilt hårt av den svenska artillerielden och regementschefen träffades av artillerield och föll ner död. Samtidigt såg några av soldaterna i det bakre ledet hur danska kavallerister från högerflanken flydde mot Helsingborg jagade av svenska ryttare och fruktan att stängas av från Helsingborg fick soldaterna att ta till flykten. Det närmaste regementena till vänster, Fynska regementet och Jylländska regementet, drogs med i flykten.
Kvar i första linjen stod endast Livgardet till fots vid högerflygeln och Grenadjärkåren vid vänsterflygeln, som bjöd envist motstånd mot de svenska trupperna. I stridens hetta träffades Livgardets regementschef av kanoneld som slog av hans ben i knähöjd. Under en kort tid fortsatte han ändock att kommendera sina trupper, men stacks till slut ner av en svensk pikenär. Snart anslöt sig Södermanlands regemente till de anfallande svenska trupperna och Livgardets situation blev ohållbar. Regementets förluster var oerhörda. Med 500 döda eller sårade och 490 tillfångatagna blev hela förbandet i praktiken upplöst.
I den västra delen av slagfältet stod även Grenadjärkåren isolerat efter mittenregementenas flykt. Detta regemente stod emot det svenska trupperna lika obstinat som Livgardet och häftiga strider utspelade sig mellan dem och Älvsborgs regemente. Efter hand som fler svenska infanteritrupper ryckte fram mot Grenadjärkåren blev deras ställning blev allt mer trängd. När försvagade danska kavalleriet på vänsterflygeln tvingades till flykten av det numerärt överlägsna svenskt kavalleri insåg generalmajor von Eickstedt att vidare motstånd var lönlöst och beordrade dansk reträtt.
Runt klockan tre på eftermiddagen var huvuddelen av slaget över. Enstaka mindre strider utspelade sig utanför Helsingborgs vallar. De sista striderna bedarrade slutligen vid halv fyra-tiden. De danska förlusterna var förödande. Närmare 7 500 man hade stupat, sårats eller tillfångatagits och dessutom var artilleriet i svenska händer. Mellan 1 500 och 2 000 hade stupat och mellan 3 000 och 3 500 sårades under slaget. Antalet tillfångatagna uppgick till 2 677. Förlusterna för den svenska armén uppgick till 810 döda och 2 098 sårade, totalt 2 908.

## Den danska evakueringen av Skåne

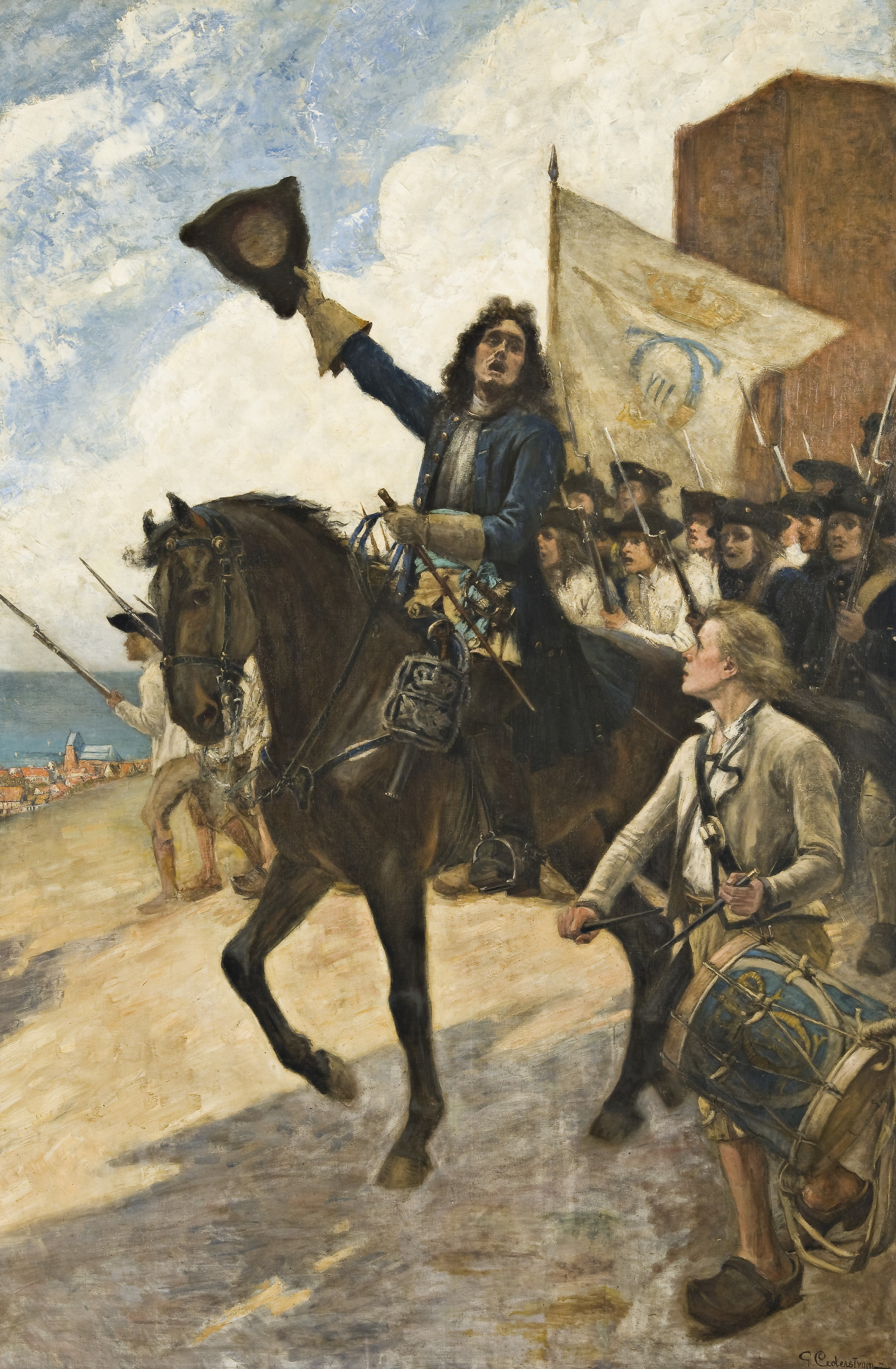
Magnus Stenbock leder sina trupper under slaget vid Helsingborg. Målning från 1923 Gustaf Cederström. Del av samlingarna på kulturmagasinet i Helsingborg.

Resterna av den danska armén sökte sin tillflykt innanför de hastigt uppförda vallarna kring Helsingborg. Under generalmajor von Eickstedts befäl fördelades delar av infanteriet till att besätta olika delar av Helsingborgs förskansningar för att skydda mot ett möjligt svensk anfall mot staden. Något svenskt anfall kom dock inte då Stenbock trots sitt övertag valde att inte genast anfalla Helsingborg de det skulle kräva alltför stor manspillan, vilket man inte hade råd med. En kurir skickades till Köpenhamn med besked om nederlaget och senare under dagen ankom en eskader av örlogsskepp för att beskydda Helsingborg från kustsidan.
Den 1 mars förde svenskarna ner ett batteri på 10 kanoner, 2 haubitsar och 2 mörsare till stranden nedanför Pålsjö för att därifrån beskjuta Helsingborg och den danska flotteskadern. Någon större effekt hade beskjutningen dock inte och elden besvarades av de danska örlogsskeppen. Den 3 mars ryckte svenskt kavalleri och infanteri fram mot Helsingborg, troligen vid Ängelholmsporten, men då danskarna öppnade eld från kanonerna på Kärnans topp drog de svenska trupperna sig tillbaka. Samtidigt fortsatte eldgivningen från det svenska batteriet på udden norr om Kullaporten, dels mot staden och dels mot skeppsbryggan och de danska skeppen. En av de svenska artilleripjäserna lyckades träffa det danska huvudmagasinet för krut och ammunition som var inhyst i ett hus i närheten av Mariakyrkan, vilket resulterade i en våldsam explosion som utplånade ett helt kvarter och en hög eldkvast reste sig över staden. Granaterna fortsatte att brisera i serier och smällarna skapade stor förvirring och oro då många av de danska trupperna trodde att svenskarna hade brutit sig in i staden.
Evakueringen av trupperna till Helsingör påbörjades den 4 mars. Det stod klart att det inte skulle vara möjligt att inom rimlig tid föra med sig det omfattande proviantförråd som samlats i Helsingborg, trossen och dess vagnar, samt större delen av arméns hästar. Då man inte ville att detta skulle falla i svenskarnas händer började man redan samma kväll bränna upp trossens rustvagnar och ammunitionsvagnar. De första beväpnade trupperna att föras över var kavalleriet. Bedömningen gjorde att man inte hade möjlighet att skeppa över alla kavalleriets hästar eller de hästar som följt med trossen. Då man inte ville att dessa skulle falla i fiendens händer valde man att sticka eller skjuta ihjäl dessa, totalt runt 5 000. Endast officerarnas hästar skonades och fördes över till Danmark. För att vålla så stort besvär som möjligt för svenskarna hade hästarna till och med släpats ner i källare och släppts ner i brunnar.
Den 5 mars överskeppades dragonerna och infanteriet. Under evakueringen tog danskarna all proviant som samlats i stadens förråd, runt 10 000 tunnor råg, korn och havre, och dumpade ut det på stadens gator. Där blandades det med gyttja, hästblod och hästavföring och blev fullständigt oanvändbart. Resterande 22 kanoner förnaglades och allt kvarvarande krut ströddes ut på marken. Klockan nio på kvällen steg von Dewitz tillsammans med generaladjutant Huitfeldt och trettio man ur Tredje själländska kavalleriregementet som stannat kvar vid foten av skeppsbron ner i den sista slupen och därmed lämnade de sista danska trupperna Helsingborg och Skåne.

## Analys
De flesta historiker pekar på den danske kungens passivitet som en stor anledning till att fälttåget blev ett sådant misslyckande. Både den i synen på fälttåget banbrytande historikern Arthur Stille och den mer sentida historikern Anders Blidberg lyfter i sina respektive böcker fram flera exempel där Reventlow vädjar till Fredrik IV om förstärkningar och fler resurser men att dessa till största delen går obesvarade från Fredrik IV. Blidberg spekulerar att pressen från alla beslut som krävde den danske kungens godkännande blev honom övermäktig och att han då istället valde att distrahera sig med sin älskarinna eller maskeradbaler.
Hur det danska fälttåget skötts pekas också ut att ha haft stor betydelse. Den danske historikern Karsten Skjold Petersen pekar i sin bok om fälttåget på det faktum att Reventlow inte fick gehör för sina krav att Malmö och Landskrona skulle intas, vilket hade kunnat frigöra många trupper för fälttåget mot Karlskrona. Eftersom dessa städer var befästa hade de också varit säkrare brohuvuden för överföring av förstärkningar och materiel. Utöver det hade man förnekat Stenbock tillgång till de 20 kanoner som fanns på Malmöhus slott. Även Stille påpekar att danske kungen borde ha följt Reventlows råd och intagit städerna. Blidberg, Stille och Claes-Göran Isacson menar alla att Reventlows sjukdom och det faktum att han ersattes av Rantzau hade ödesdigra konsekvenser för fälttåget. Reträtten till Helsingborg, som till största delen var Rantzaus beslut, understödd av Fredrik IV, har också kritiserats historiskt sett. Den långa reträtten tillbaka till Helsingborg, föranledd av just bristen på trupper av att många var uppbundna vid belägringarna, anser både Stille och Skjold Petersen bör ha brutit ner den danska arméns moral. Artur Stille, som var den första historikern i Sverige att egentligen se till hela fälttågets betydelse och inte bara slaget vid Helsingborg, framhäver också hur framgångsrik Stenbocks fälttågsplan var och hur han lyckades manövrera motståndararmén dit han ville ha den innan det avgörande slaget. Rantzaus brist på fältherreerfarenhet och det faktum att han ska ha saknat det lugn och känsla för överblick som Reventlow besatte är några punkter som förs fram för betydelsen för utkomsten av slaget vid Helsingborg. Detta kom sedan i uttryck av två mycket konkreta misstag från Rantzaus sida under slaget.
En annan faktor som framhålls är den svenska statsapparatens effektivitet när det kom till att mobilisera resurser och sätta upp nya förband. Även om Sverige hade en enväldig monark i Karl XII, hade denne delegerat ansvaret för landets försvar till defensionskommissionen, ledd av Arvid Horn, och Stenbock fick gott om stöd från denna. Blidberg framhäver även betydelsen av Stenbocks egen organisationsförmåga. Lars Ericson Wolke visar i sin artikel i Militärhistorisk tidskrift 2009–2010 att om tidsfaktorn krävde det kunde landshövdingar och guvernörer på eget initiativ besluta om egna krigsbördor på sin befolkning, något som Stenbock utnyttjade till hög grad. Handlingskraften inom de svenska myndigheterna sätts av Blidberg i kontrast till den danska beslutsgången, som fortfarande innebar att kungen skulle tillfrågas inom alla ärenden. Då kungen som nämnts tidigare hellre tillbringade sin tid på andra aktiviteter kom detta att länge lamslå det danska fälttåget.

## Efterdyningar

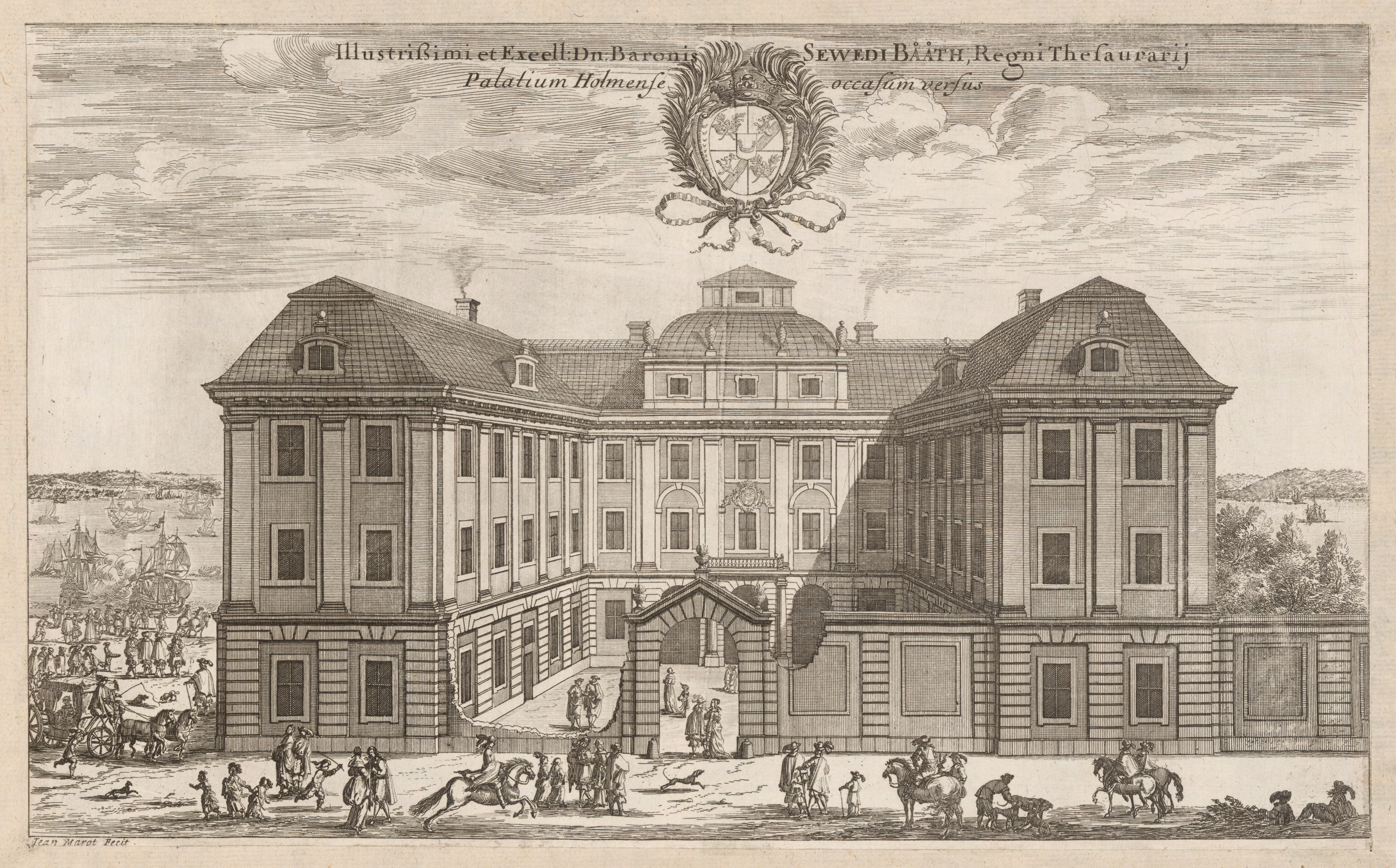
Som belöning för det framgångsrika försvaret av Skåne tilldelades Stenbock Bååtska palatset på Blasieholmen i Stockholm. Kopparstick från 1669 ur planschverket Suecia antiqua et hodierna.

Efter Stenbocks seger vid Helsingborg började en hjältekult växa kring honom i det svenska riket. Han fick personliga gratulationer från änkedrottningen Hedvig Eleonora, prinsessan Ulrika Eleonora, hertig Karl Fredrik av Holstein-Gottorp, kung Stanisław Leszczyński och hertigen av Marlborough. Över hela riket firades Stenbocks seger med hyllningstal, skrifter och konstnärliga verk, och i en allmän tacksägelseceremoni den 18 mars lovprisades Stenbocks namn. I april reste Stenbock till Stockholm för att informera riksrådet om det nya strategiska läget. Vid ankomsten dit hyllades han av stadens invånare och han höll flera segertal inför präst- och bondestånden. Rikets ständer skänkte honom Bååtska palatset och den 21 maj utnämnde riksrådet honom till fältmarskalk, och skickade fullmakten till Karl XII:s högkvarter i Bender för kungens underskrift.  Kungen underlät däremot att besvara fullmakten och utnämnde i stället Stenbock till riksråd, vilket betydde att han motvilligt fick avsäga sig sin tjänst som guvernör över Skåne. Kungen ändrade sig dock och stadfäste fältmarskalksutnämningen två år senare.
Från danska sidan konstaterades att fälttåget hade varit en katastrof och Fredrik IV begärde in redogörelser från alla i den danska generalstaben för att reda ut vad som gått fel. Särskilt ville han veta vilka order som getts och huruvida dessa efterföljts. Klart var att det var tid att utpeka syndabockar. Rantzau kritiserades hårt för sin insats under slaget, särskilt av överkrigssekreteraren von Lente, men bedömningen gjordes att han trots allt visat på initiativ och personligt mod, och han undkom större konsekvenser. Han fick 1711 ansvaret för inneslutningen av Wismar. Skulden föll i stället på Reventlow, som avskedades som överbefälhavare den 12 april. Reventlow togs dock i nåder igen och våren 1712 gick han i kungens tjänst som diplomat och var Danmarks sändebud till Peter den store och August den starke inför slaget vid Gadebusch. Efter Stenbocks seger var han avgörande då han lyckades övertala en uppgiven Peter den store att inte avbryta sitt fälttåg och återvända till Ryssland. Det visade sig att Reventlow hade drabbats av gikt och generalen blev sängliggande i sju månader efter fälttåget. Samtidigt med Reventlow avskedades chefen för det danska förplägnadsväsendet, justitieråd Christoffer Joachim Giese. Han fick något mer rättmätigt skulden för de senfärdiga materiel och proviantleveranserna. Den 17 maj avskedades överkrigssekreteraren von Lente och ersattes på tjänsten av Valentin von Eickstedt. Befälhavaren i Norge, von Tritzschler, avskedades för sin oförmåga att öppna en andra front i norr och utreddes utöver detta för landsförräderi, men utredningen nådde aldrig till rättegång.

## Stora nordiska krigets fortsättning

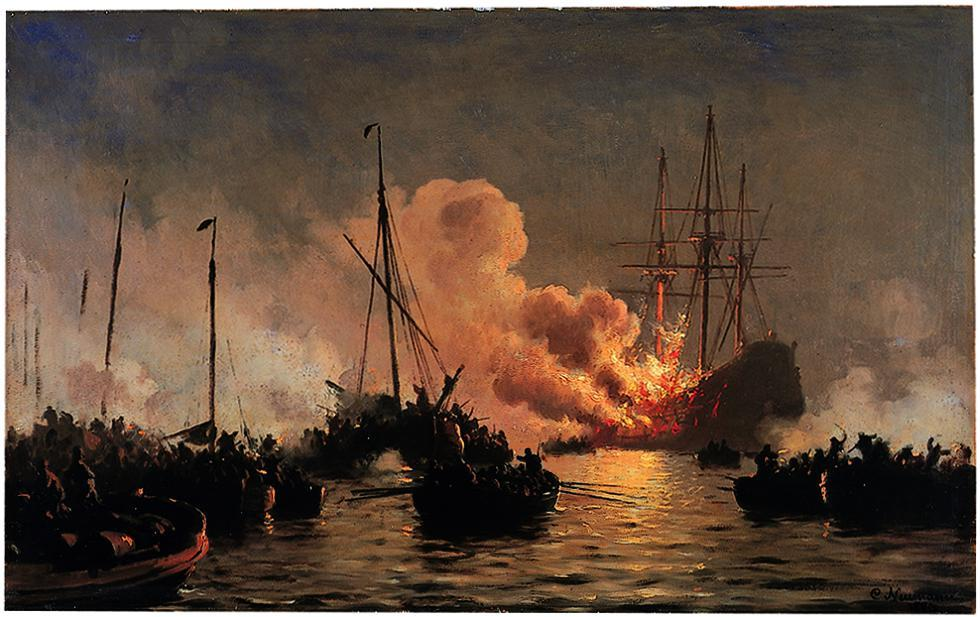
Linjeskeppet Dannebroge brinner under sjöslaget vid Köge bukt. Målning av Johann Carl Neumann.

Stora nordiska kriget rullade dock på och den danska armén var trots förlusten i Helsingborg fortfarande i stridbart skick vilket gjorde att hotet om ytterligare invasioner fortfarande var påtagligt. Danskarna fortsatte göra flotträder längs Öresundskusten för att sabotera för svenskarna. Till exempel anfölls Båstad den 25 juli och brandskattades och den 25 augusti anfölls Råå och plundrades. Då hotet inte var helt över inkvarterades den svenska armén under våren runt om i Skåne. Meningen var att de skånska bönderna skulle förse de svenska trupperna med den mat de behövde, men efter att ha försörjt två arméer på totalt över 30 000 under två vintermånader var proviantbristen stor. Till råga på allt drabbades Skåne sommaren 1710 av missväxt och de svenska soldaterna hemföll åt stöld för att överleva. Uppgivet beklagade sig Stenbock till vännen Hans Wachtmeister:
| ” | Jag ser för mina ögon alltings undergång. Mig har man härnere lämnat med tomma händer utan den ringaste handräckning eller assistans av allt det, som tarvas och behövs: inga penningar, intet bröd, ännu inga rekryter, ryttaren oberiden, knekten halvnaken, inga magasin emedan grödan ännu står på marken, fästningarna illa providerade samt en tredjedel av armén sjuk; ja både officer, knekt och bonde är missnöjda. | „ |

I september 1710 lyckades den svenska flottan under Hans Wachtmeister att överraska den danska flottan vid sjöslaget vid Köge bukt och därefter genskjuta en transportflotta menad för att transportera 6 000 ryska soldater från Gdańsk till Själland. Under slaget fattade linjeskeppet Dannebroge, som varit flaggskepp för invasionsflottan vid Råå 1709, eld och exploderade. Slaget gav ytterligare andrum för Sverige och minskade under en period hotet för invasion, vilken innebar att en del av trupperna i Skåne kunde lämna landskapet. För att långsiktigt förhindra fler landstigningar vid Råå beordrade Karl XII att en lång befästning i form av ett retranchement skulle uppföras längs kuststräckan norr om fiskeläget. Retranchementet, som numera benämns Råå vallar, stod klart 1713, men kom aldrig till användning. Olyckorna fortsatte dock för den hårt prövade skånska befolkningen och i september 1710 nådde den pestepidemi som härjat runt Östersjön sedan 1709 landskapet.
Ännu år 1716 planerade Danmark att återta Skåne med hjälp av ryska och brittiska trupper. Detta företag blåstes dock av av Peter av Ryssland i september med hänvisning till försörjningsläget och den förestående vintern. De bakomliggande orsakerna till den inställda invasionen torde dock varit de allierades samstämmiga intressen och osäkerhet om vilken riktning de svenska motanfallen kunde tänkas rikta sig. De allierade hade inte helt samstämmiga intressen och läget var otydligt: den dansk-norska flottan bands upp till den norska kusten och det gick rykten i Europa om att Sverige planerade landsätta trupper i Skottland för att stödja huset Stuarts försök att återta den skotska tronen vilket band upp brittiska trupper. I oktober lämnade de ryska trupperna som hade avsetts delta i invasionstrupperna Själland. Denna inställda invasion var det sista konkreta försöket av Danmark att återta sina forna östra provinser.